# Biserica reformată din Belin

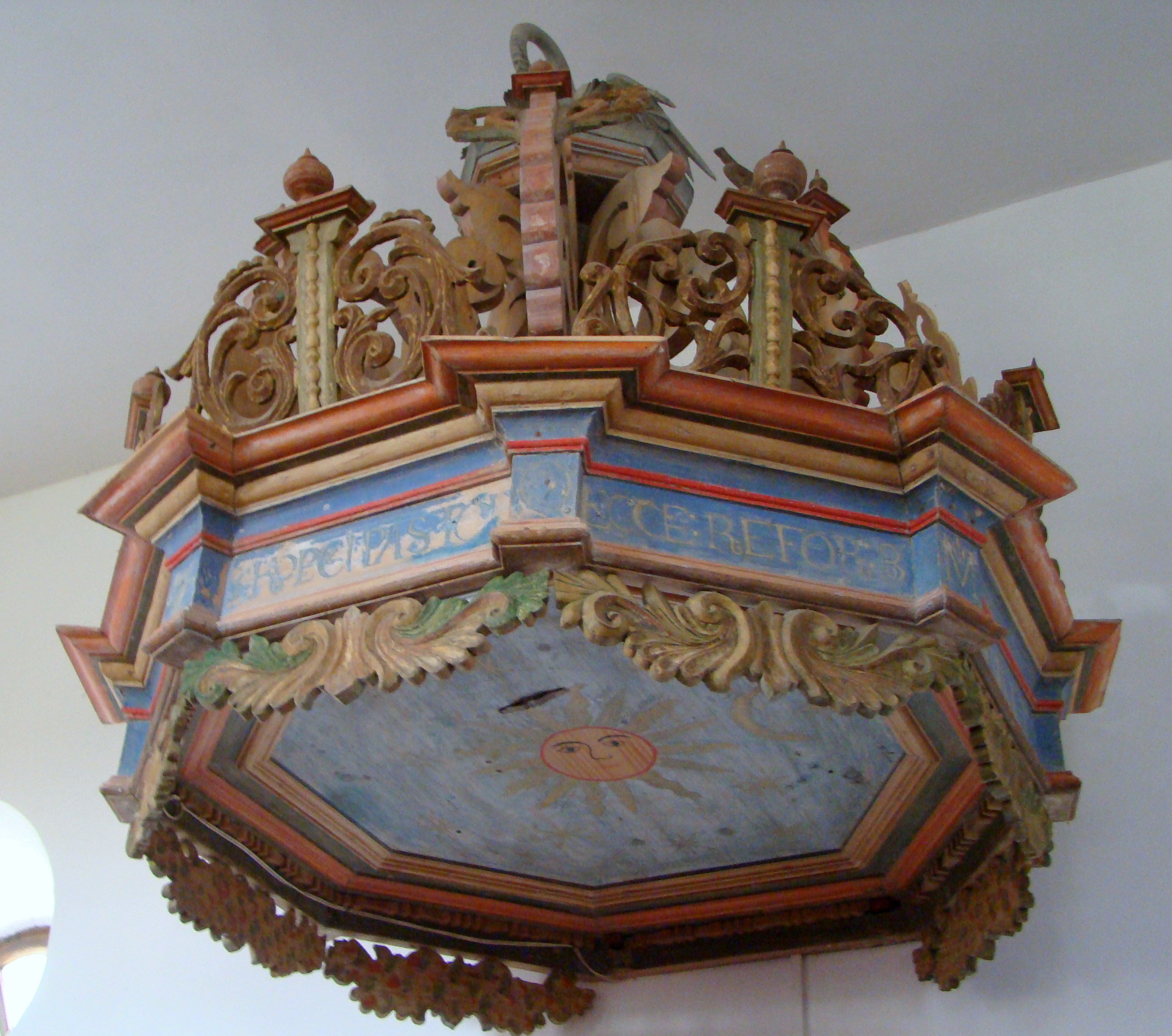
Coronamentul amvonului

Biserica reformată din Belin, datând din secolul al XVIII-lea, se află pe teritoriul satului Belin, comuna Belin.

## Localitatea
Belin  mai demult Belini (în dialectul săsesc Bleimenderf, în germană Blumendorf, Boellen, în maghiară Bölön, Kisbölön, Középbölön, Nagybölön) este satul de reședință al comunei cu același nume din județul Covasna, Transilvania, România. Se află în partea de vest a județului, în culoarul Oltului. Atestată documentar din anul 1334 sub numele de Belen, Belinul este una din cele mai importante așezări secuiești.

## Biserica
Într-o localitate în care preponderenți sunt unitarienii, cei care după Reforma Protestantă au preluat biserica medievală, ulterior radical transformată, înconjurată de o impunătoare incintă fortificată, biserica reformată a fost construită în anul 1768, la est de fortificație, în grădina cimitirului. Biserica nu a avut turn până la începutul secolului XX, au folosit clopotele unitarienilor până când au putut să-și facă propriile clopote. Clopotul mare are greutatea de 800 kg și poartă inscripția: „A BÖLÖNI HIVEK / AJÁNDÉKÁBÓL VETETETT / AZ ISTENNEK / DICSOSSÉGÉRE / AZ 1927-IK ÉVBEN”. Clopotul mic are greutatea de 420 kg și este inscripționat cu textul: „ISTEN DICSOSÉGÉRE / A BÖLÖNI REF.EGYHÁZ RÉSZÉRE / ÖNTÖTTE / HÖNIG FRIGYES / ARADON / 1911.”

## Vezi și
- Belin, Covasna

## Imagini din exterior

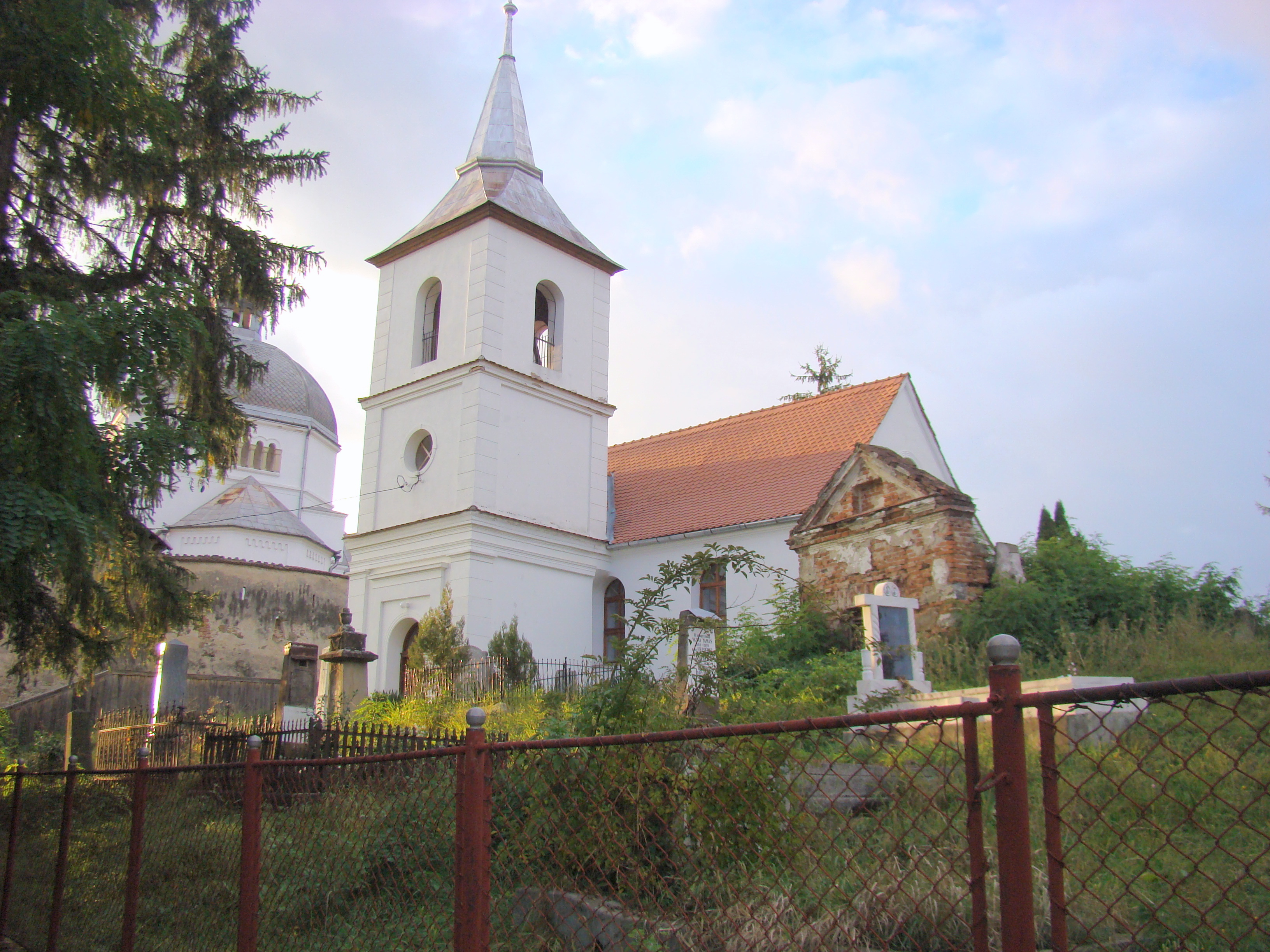
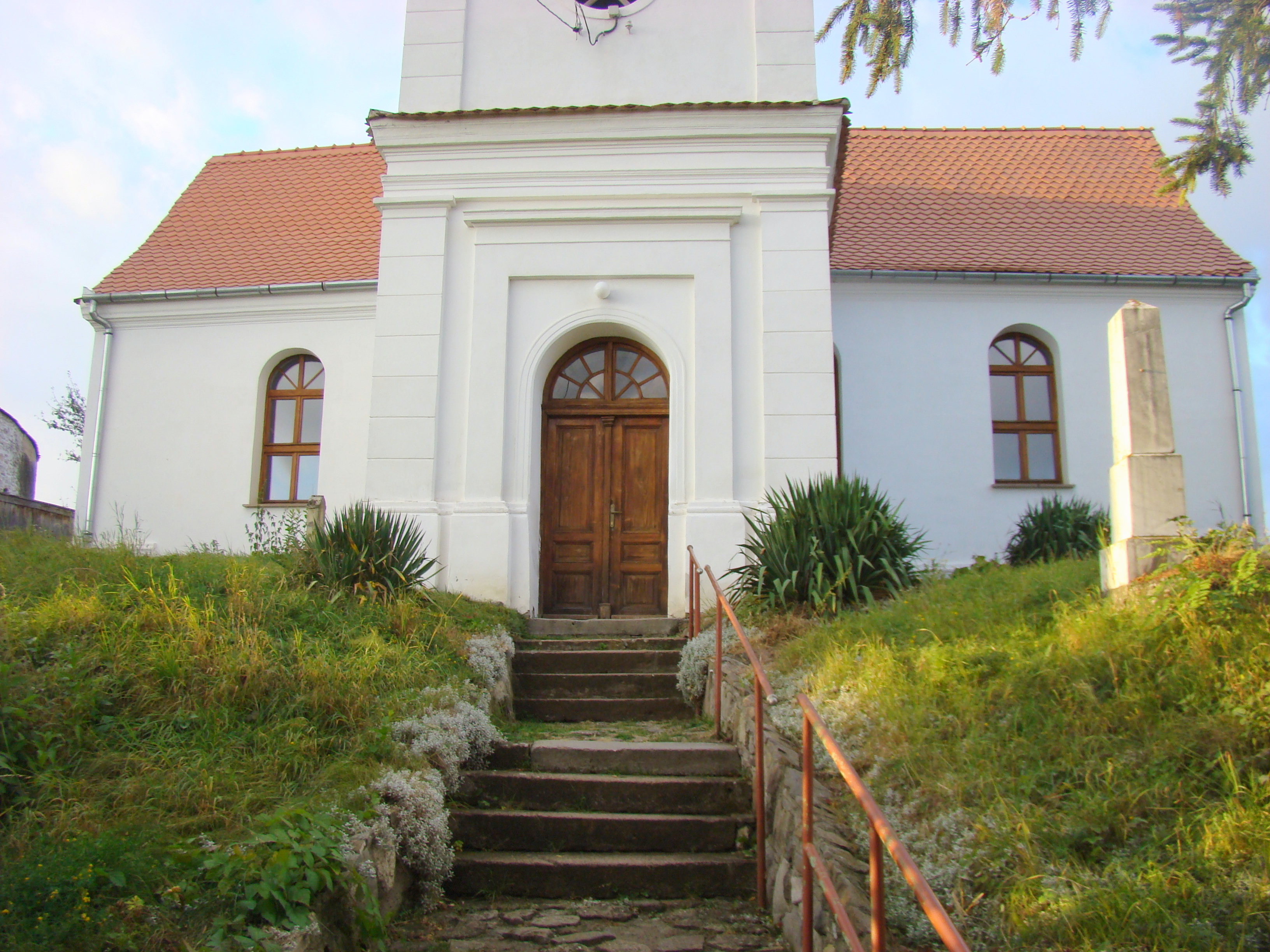
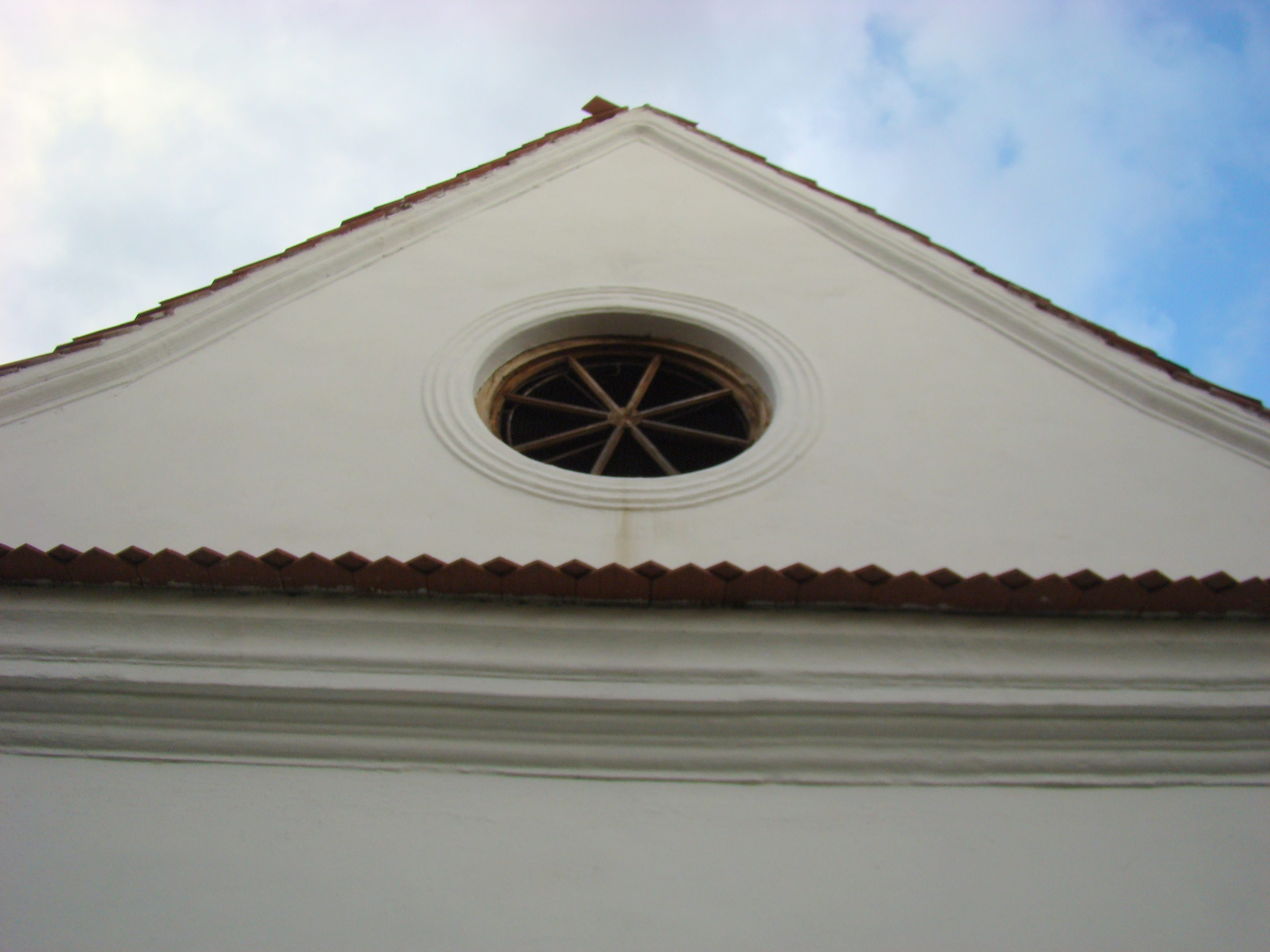
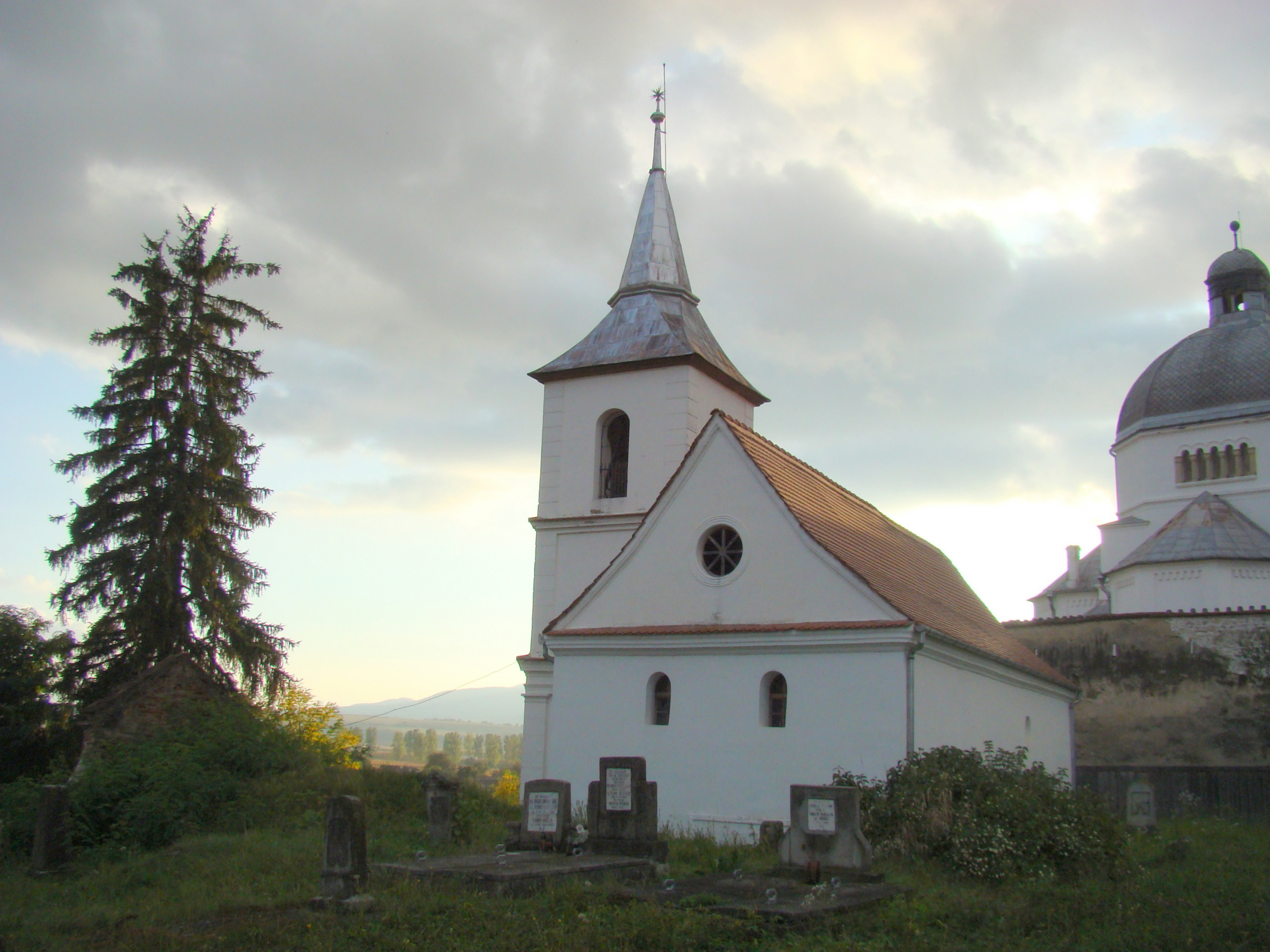
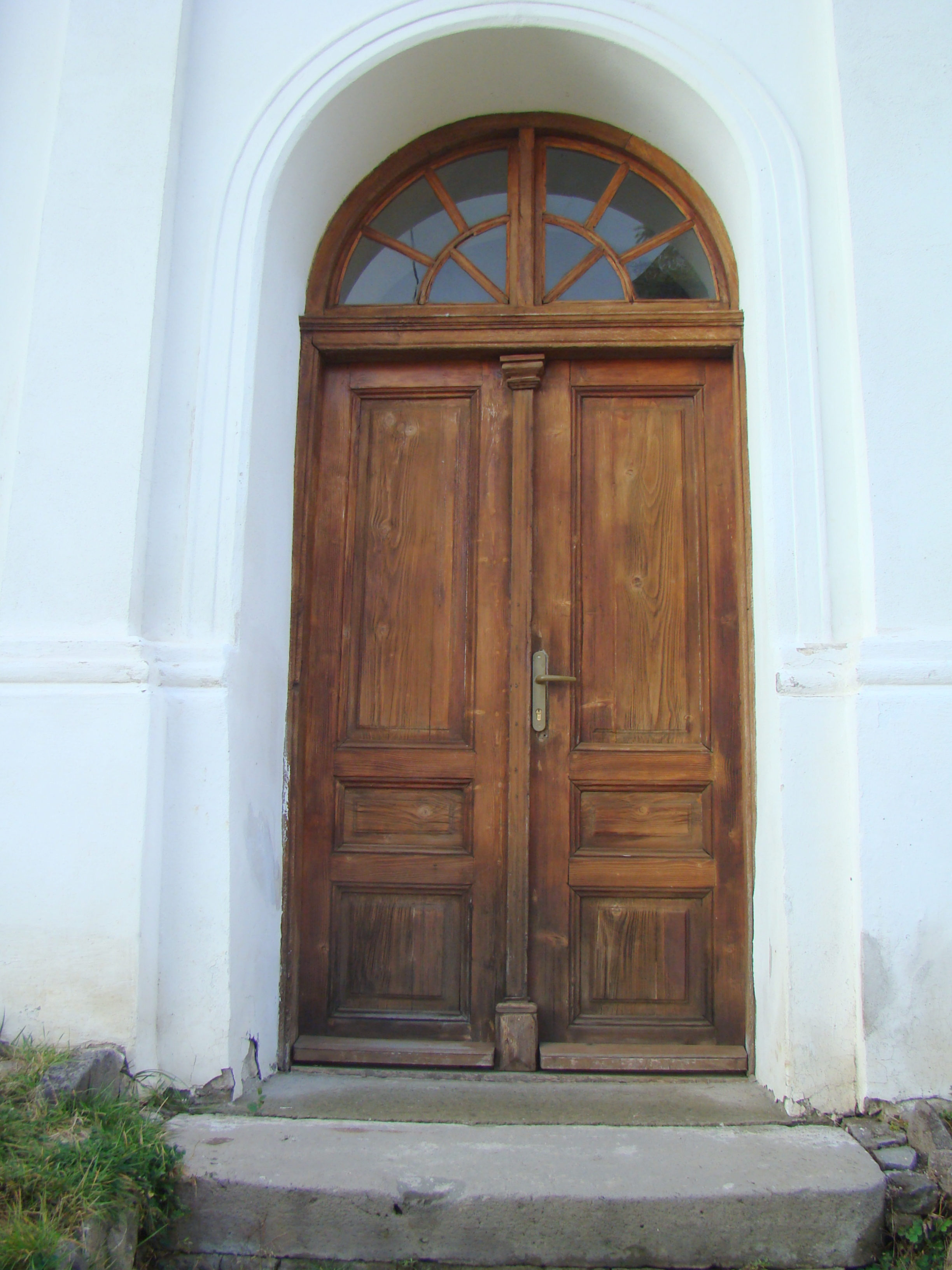
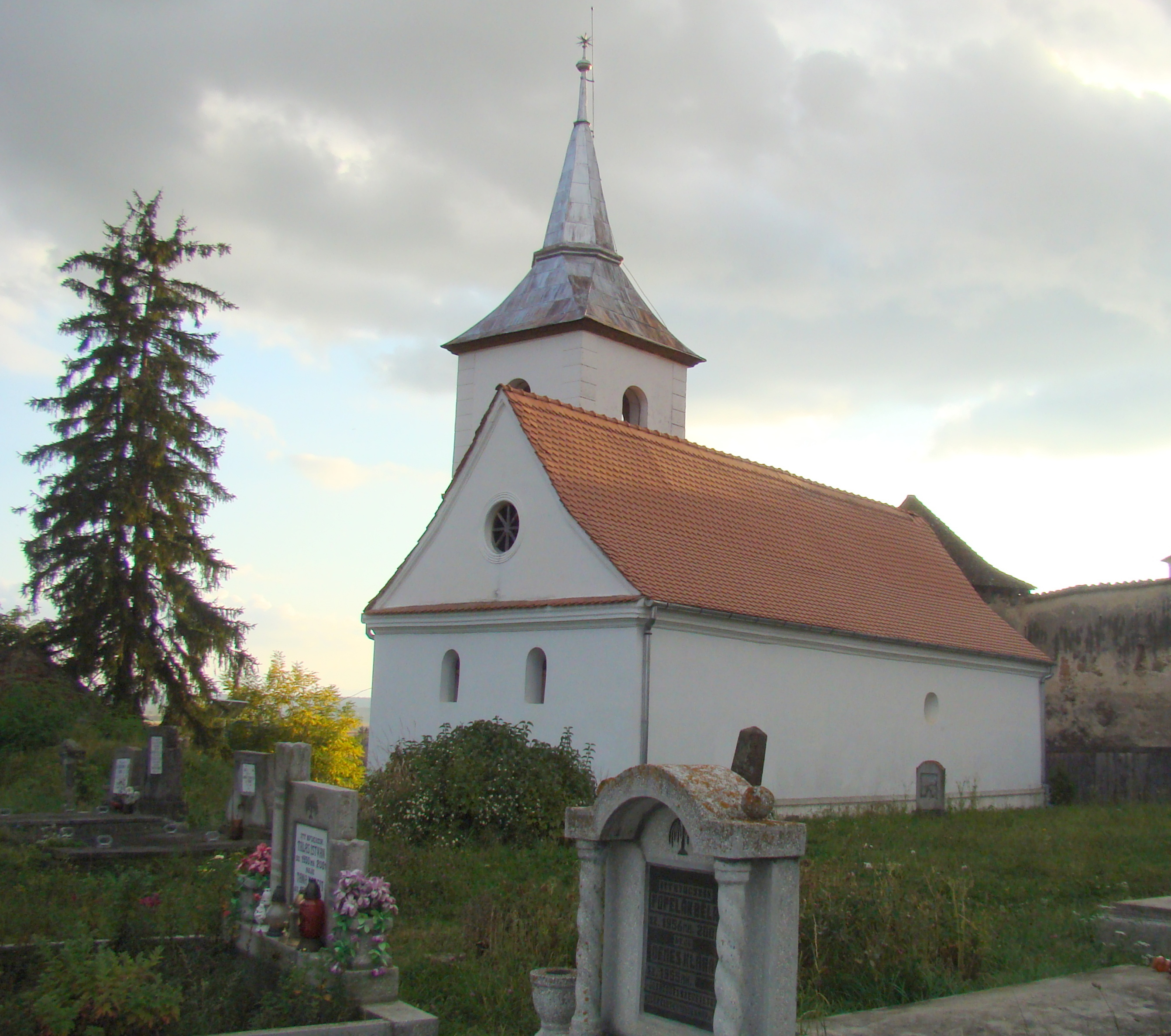
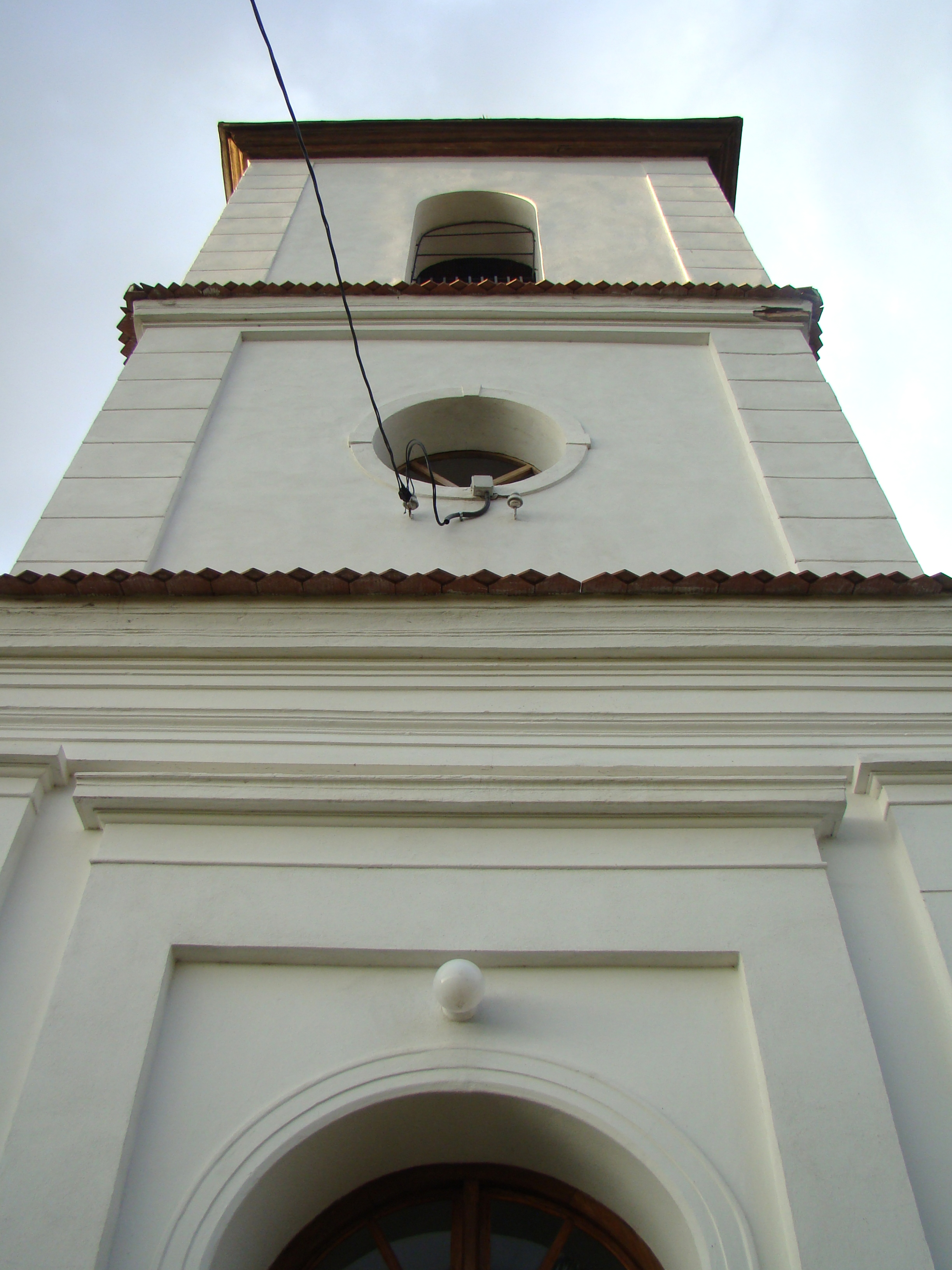
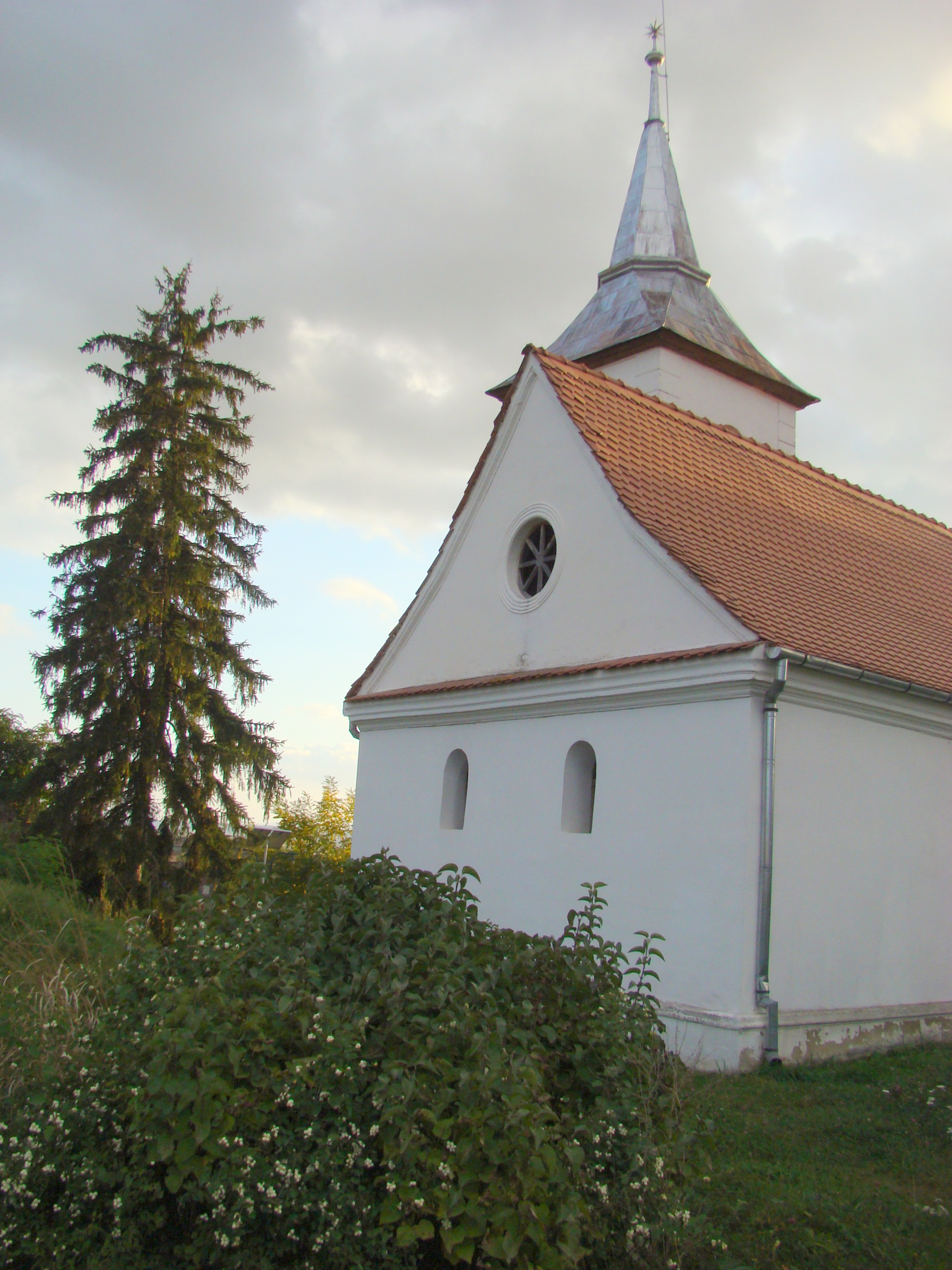
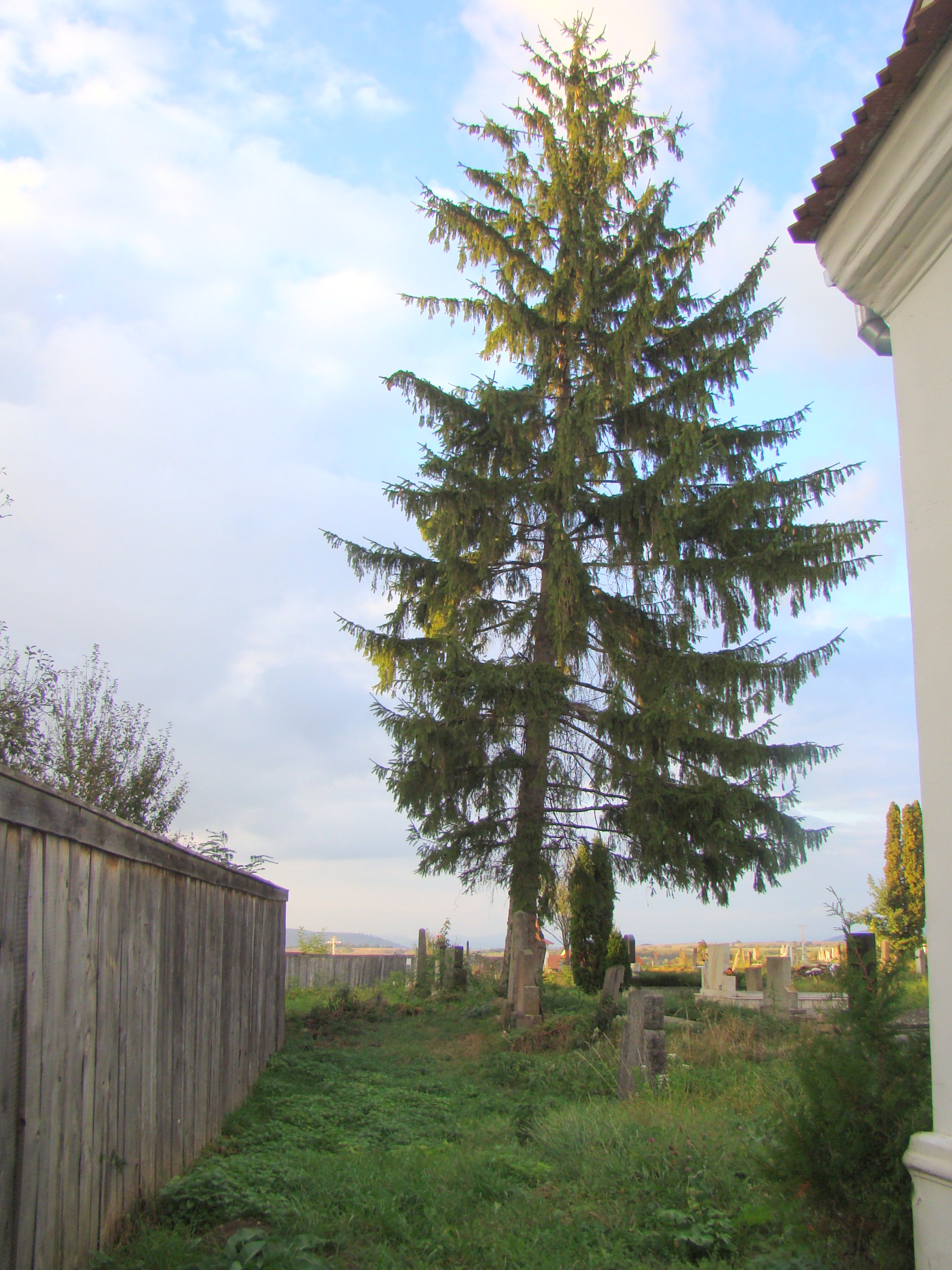
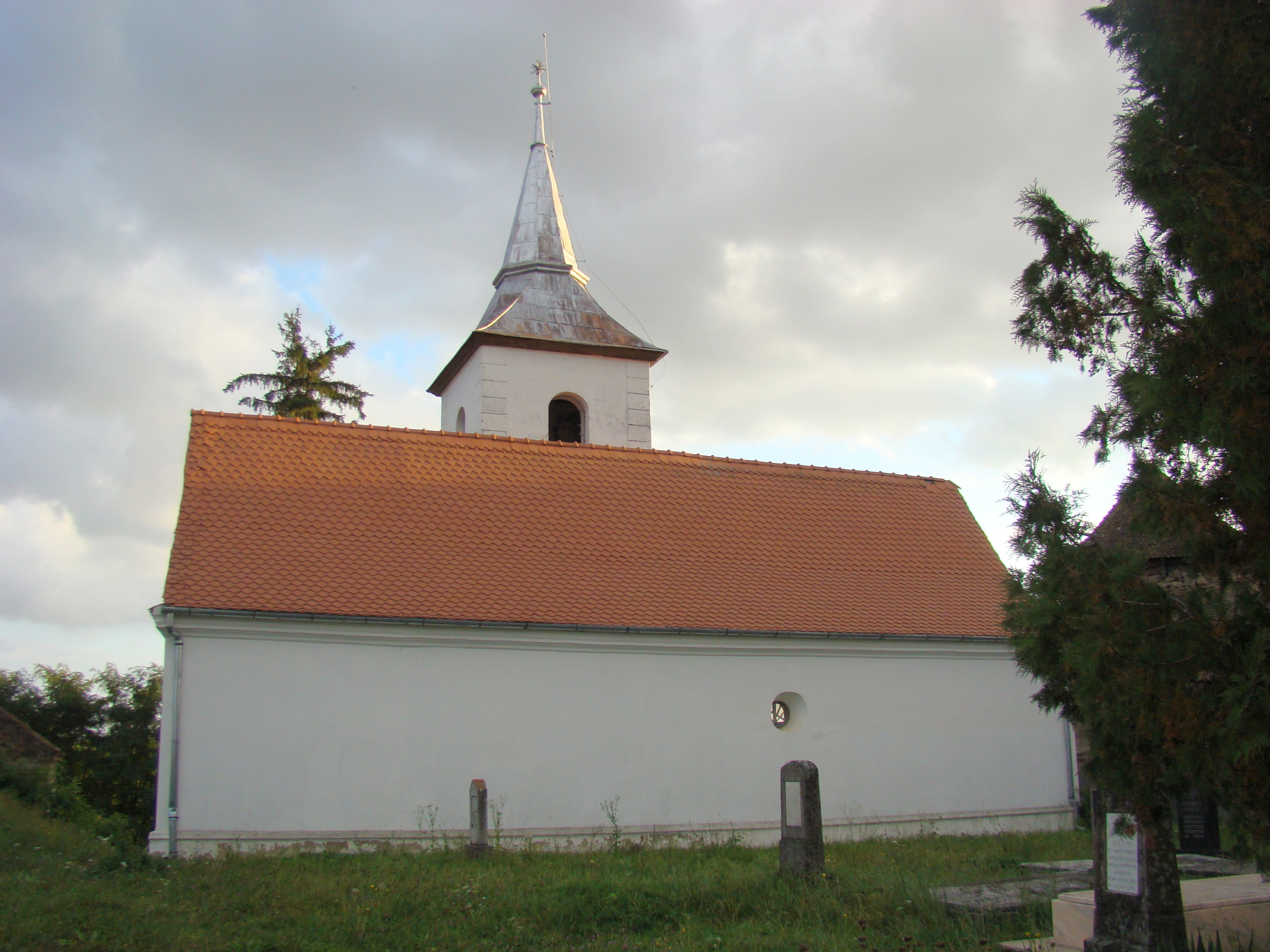
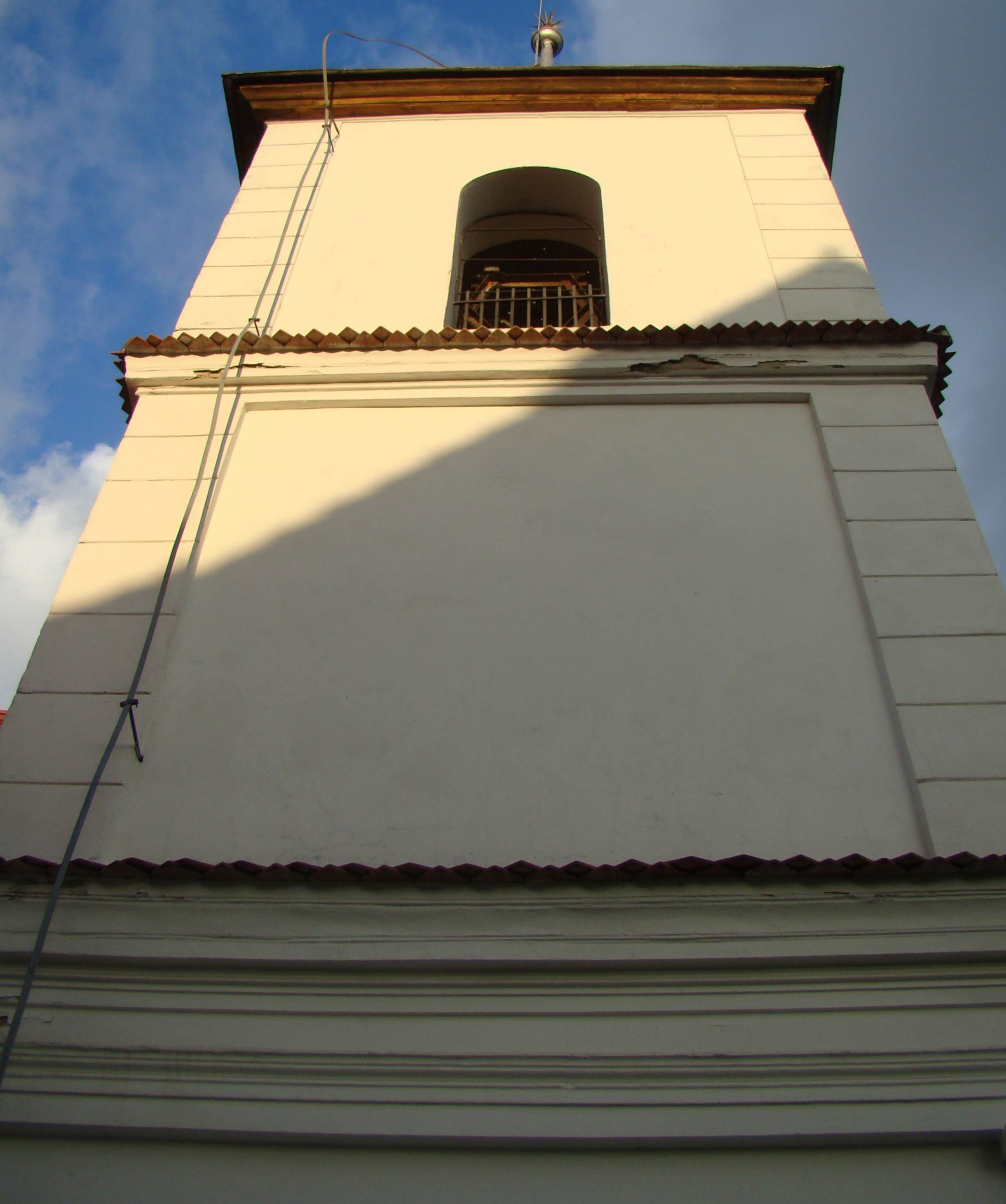
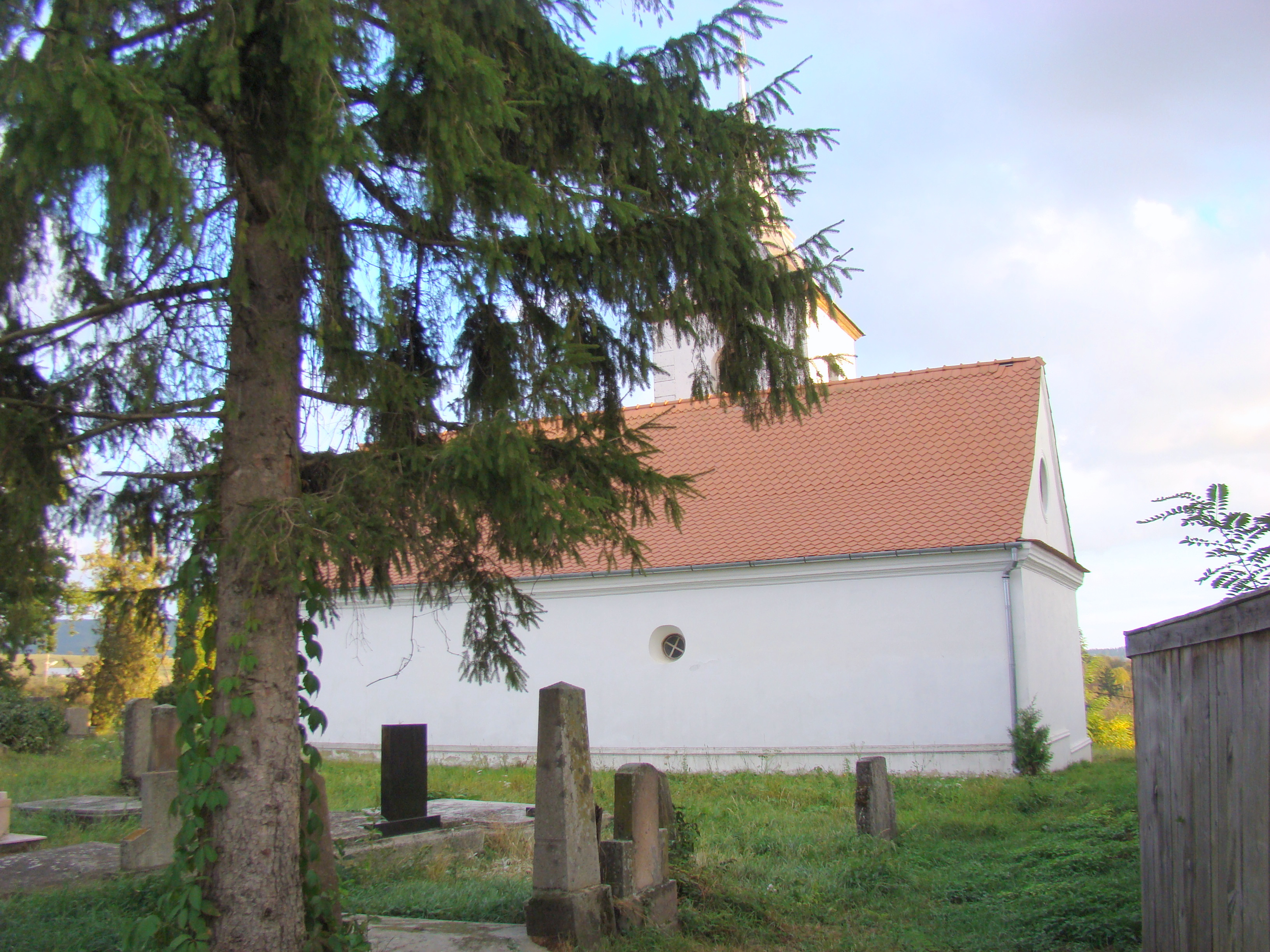
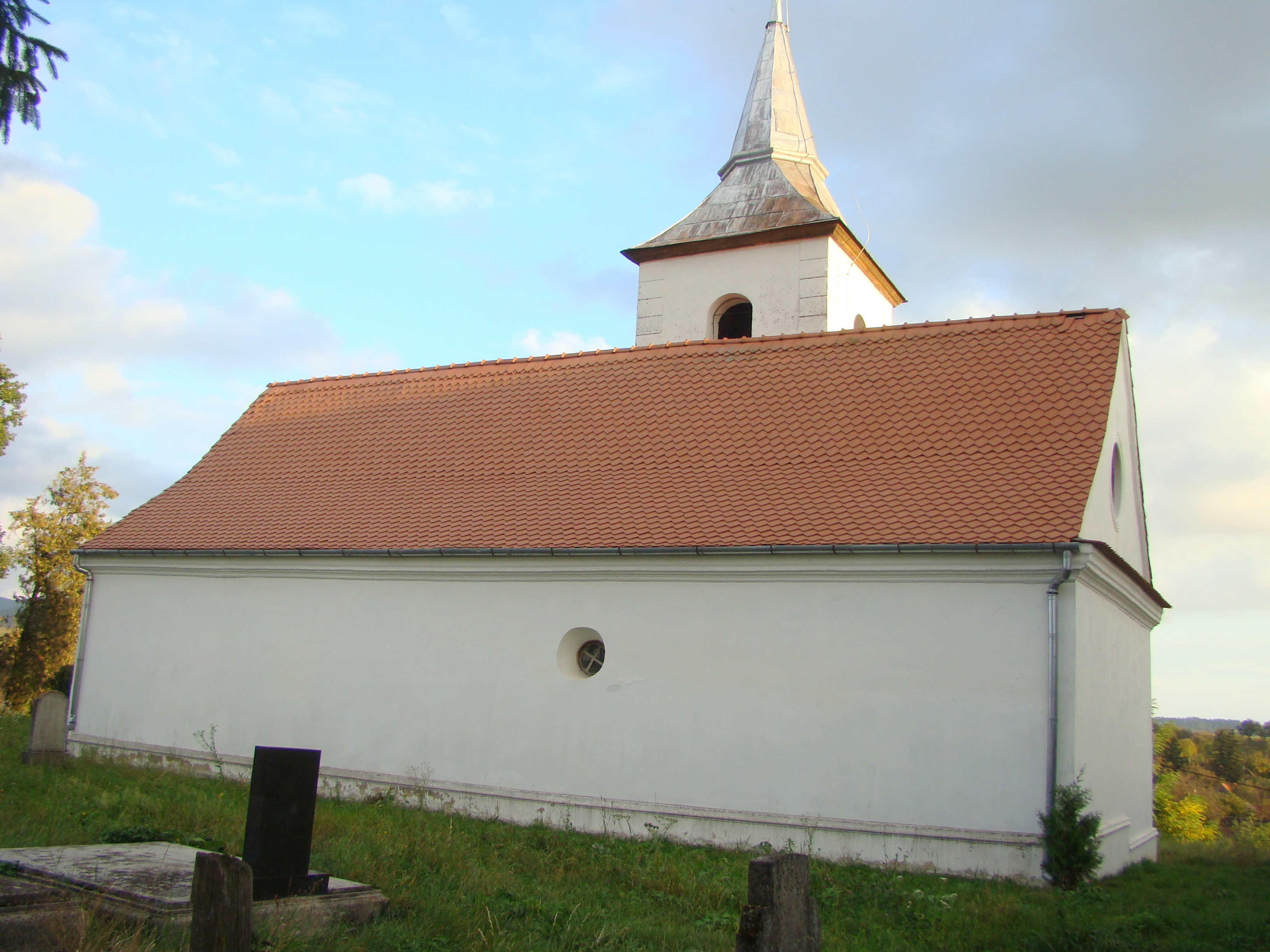
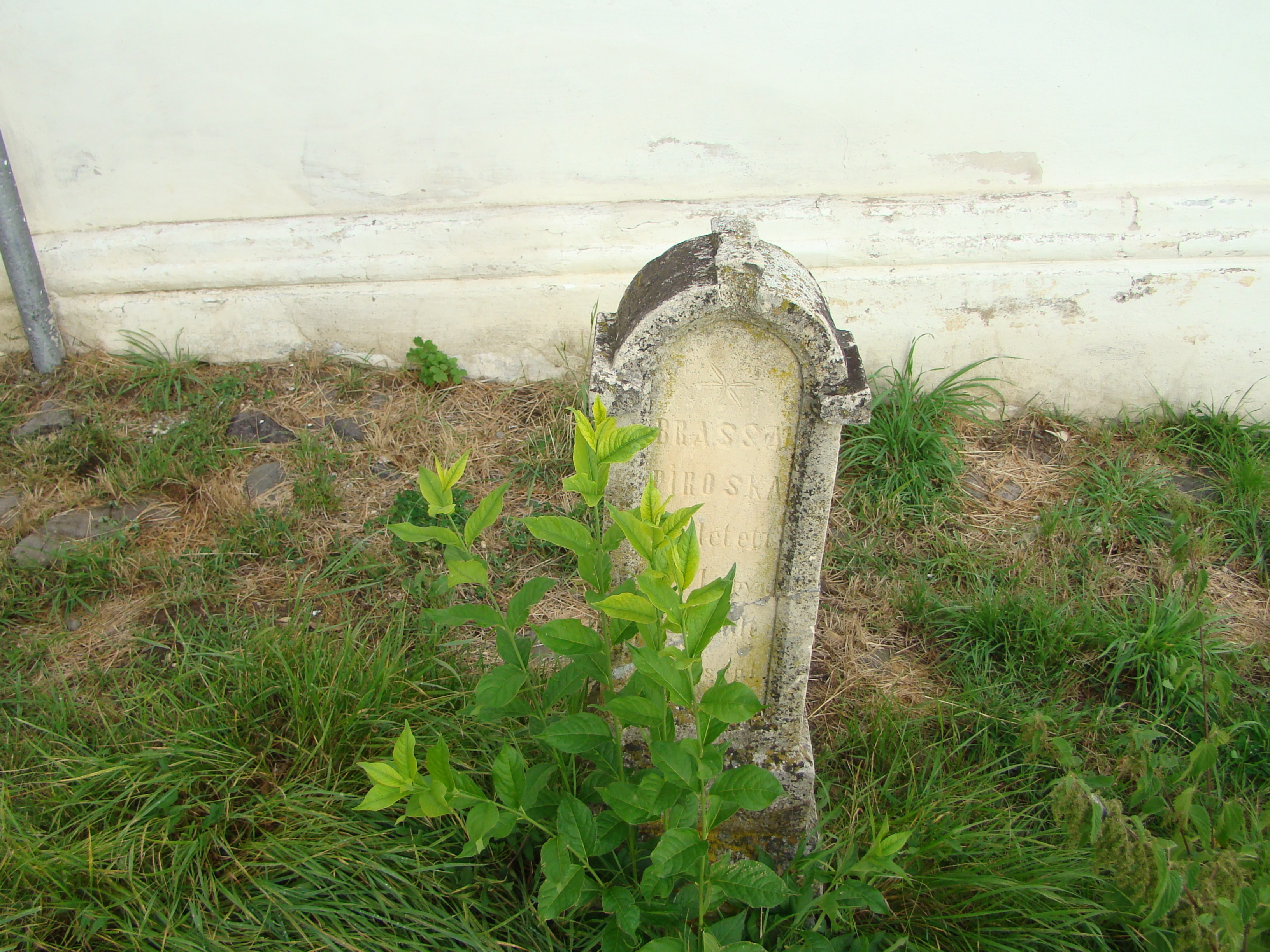
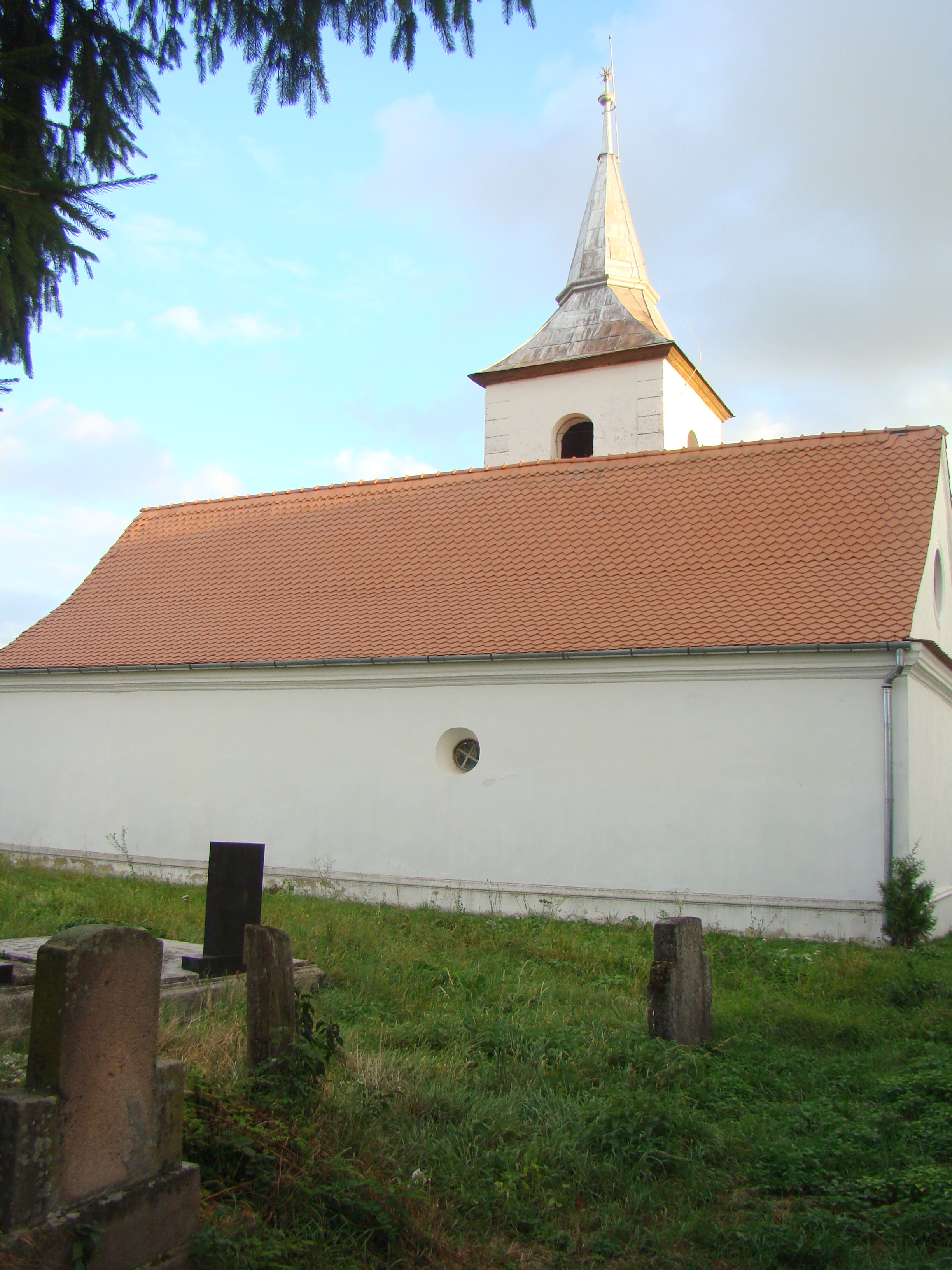
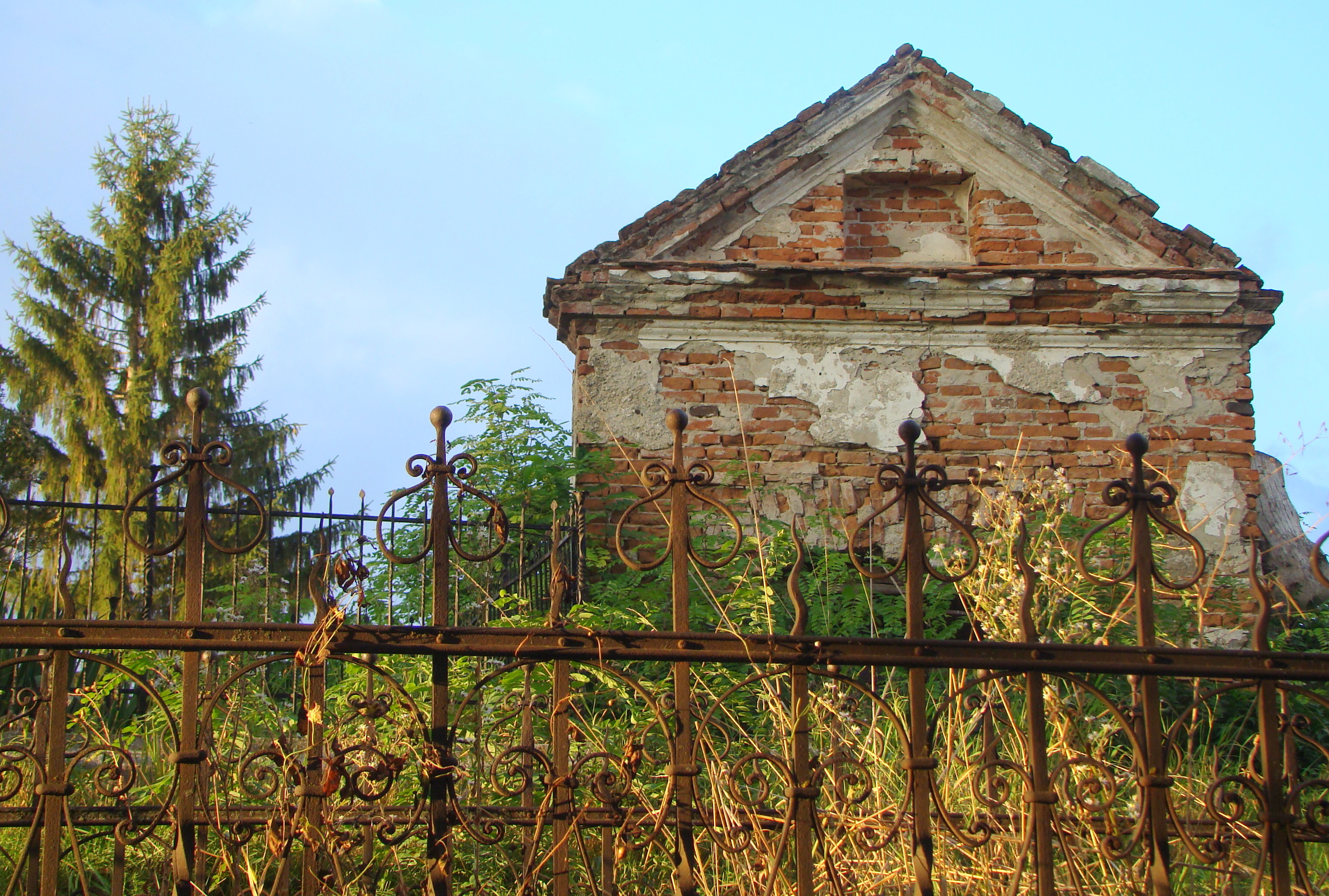
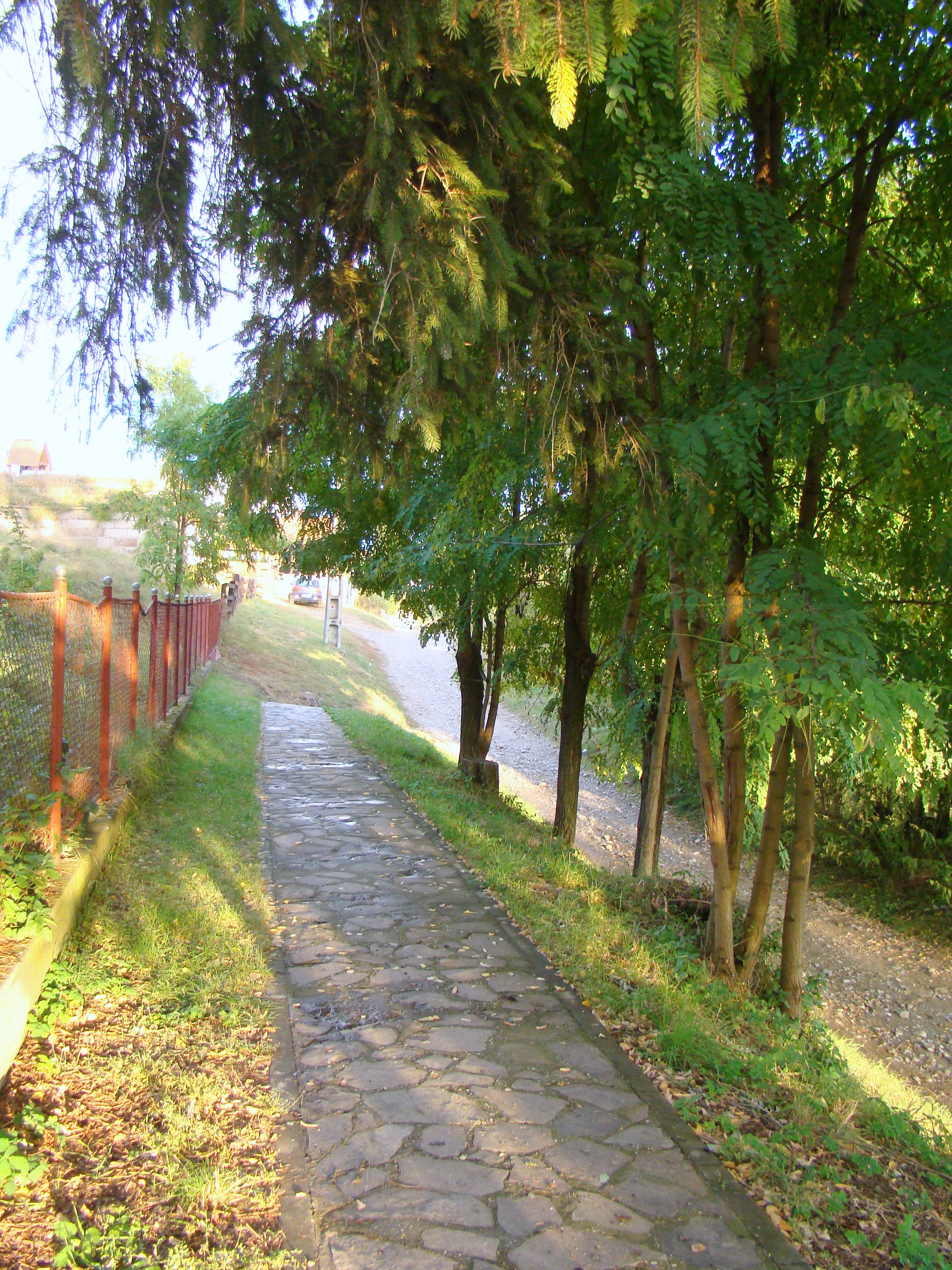
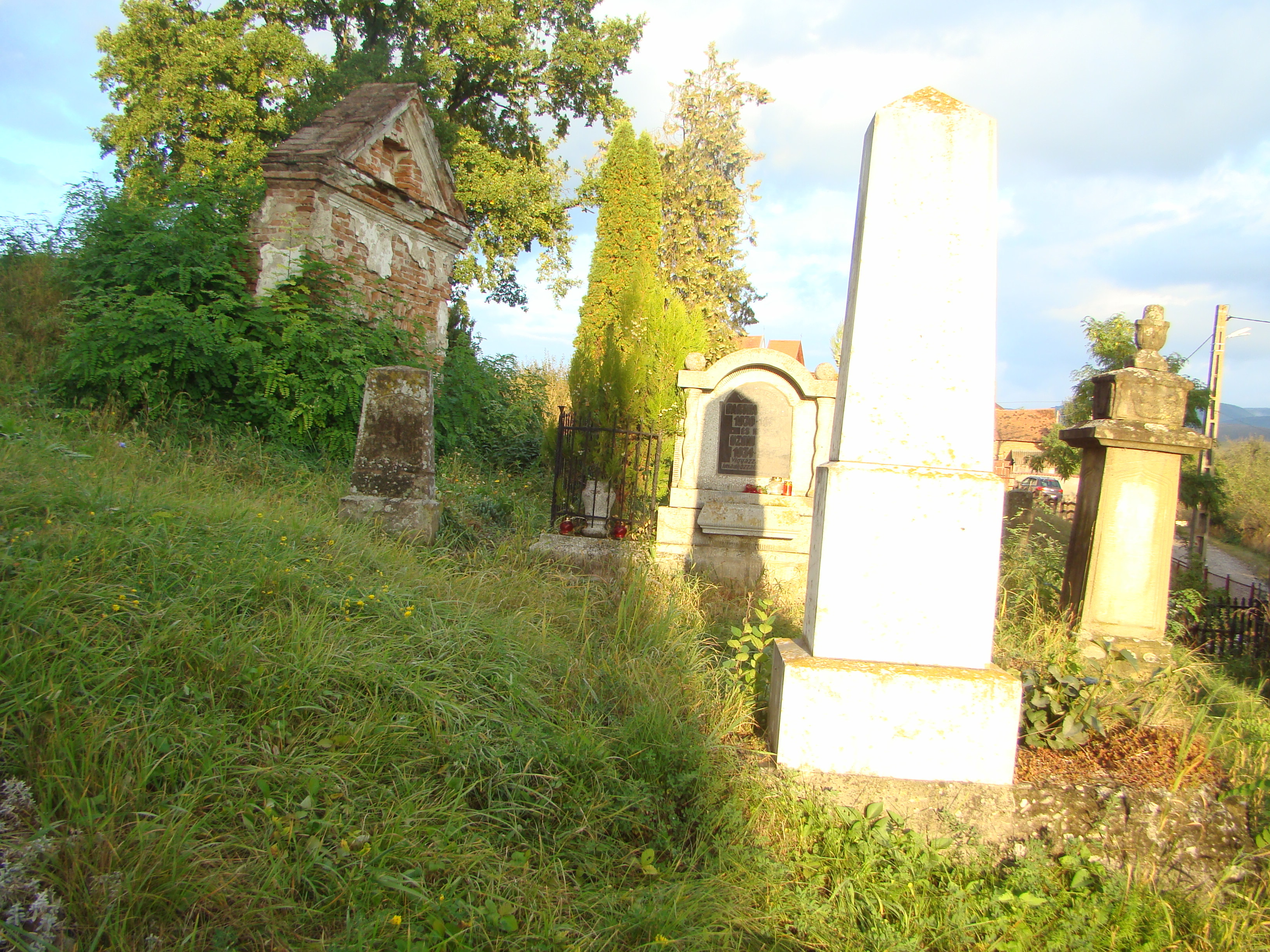
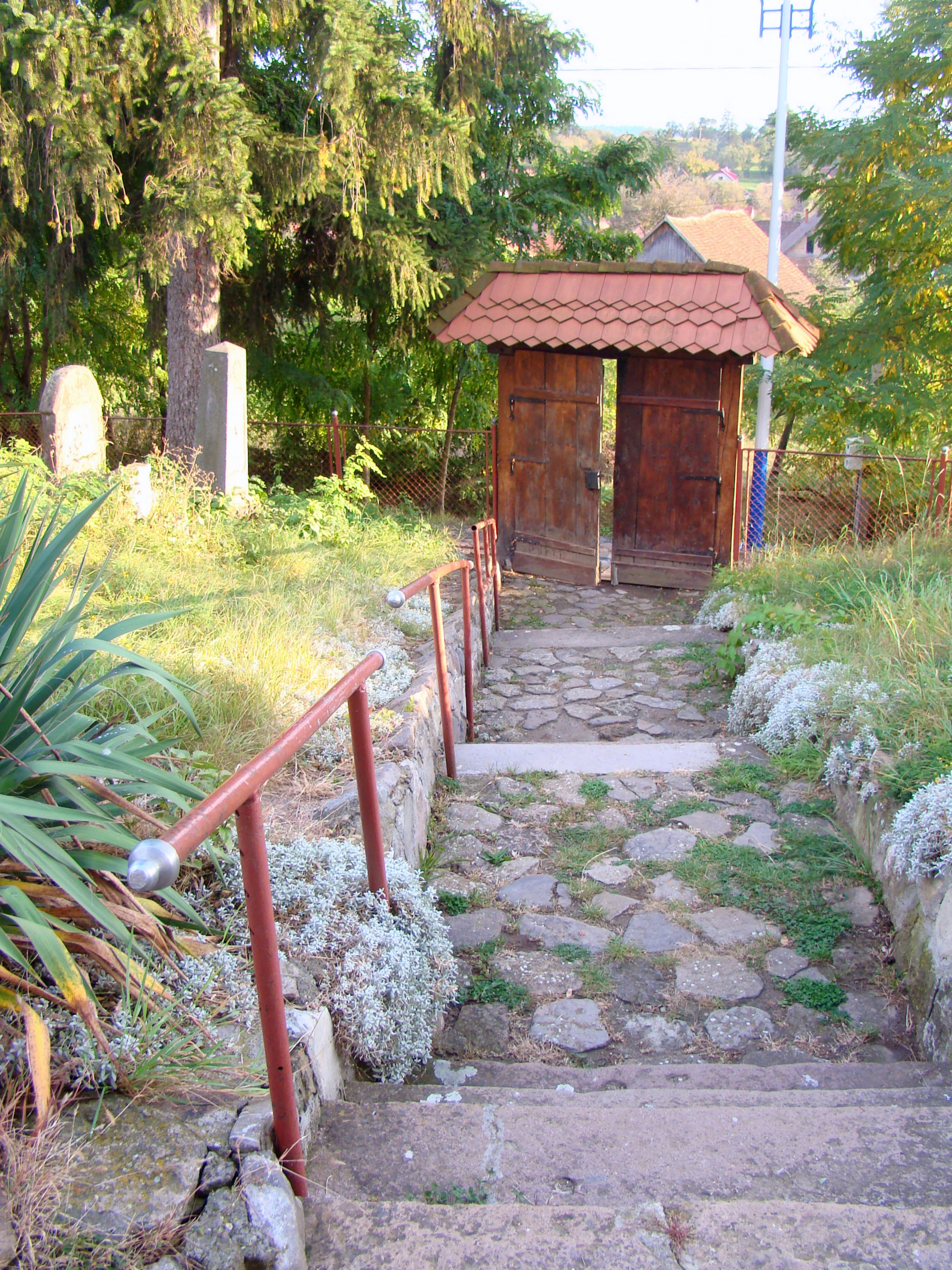
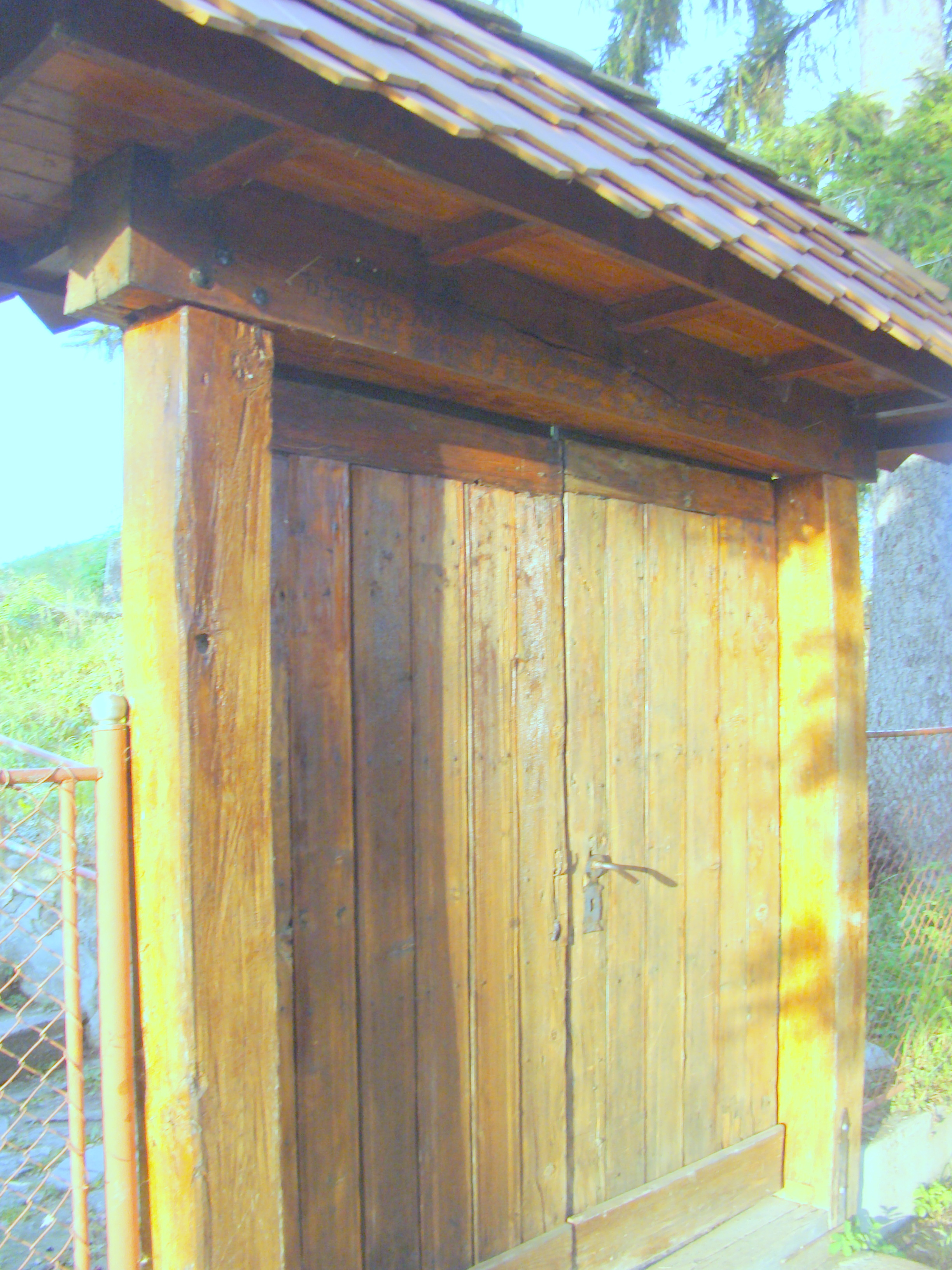
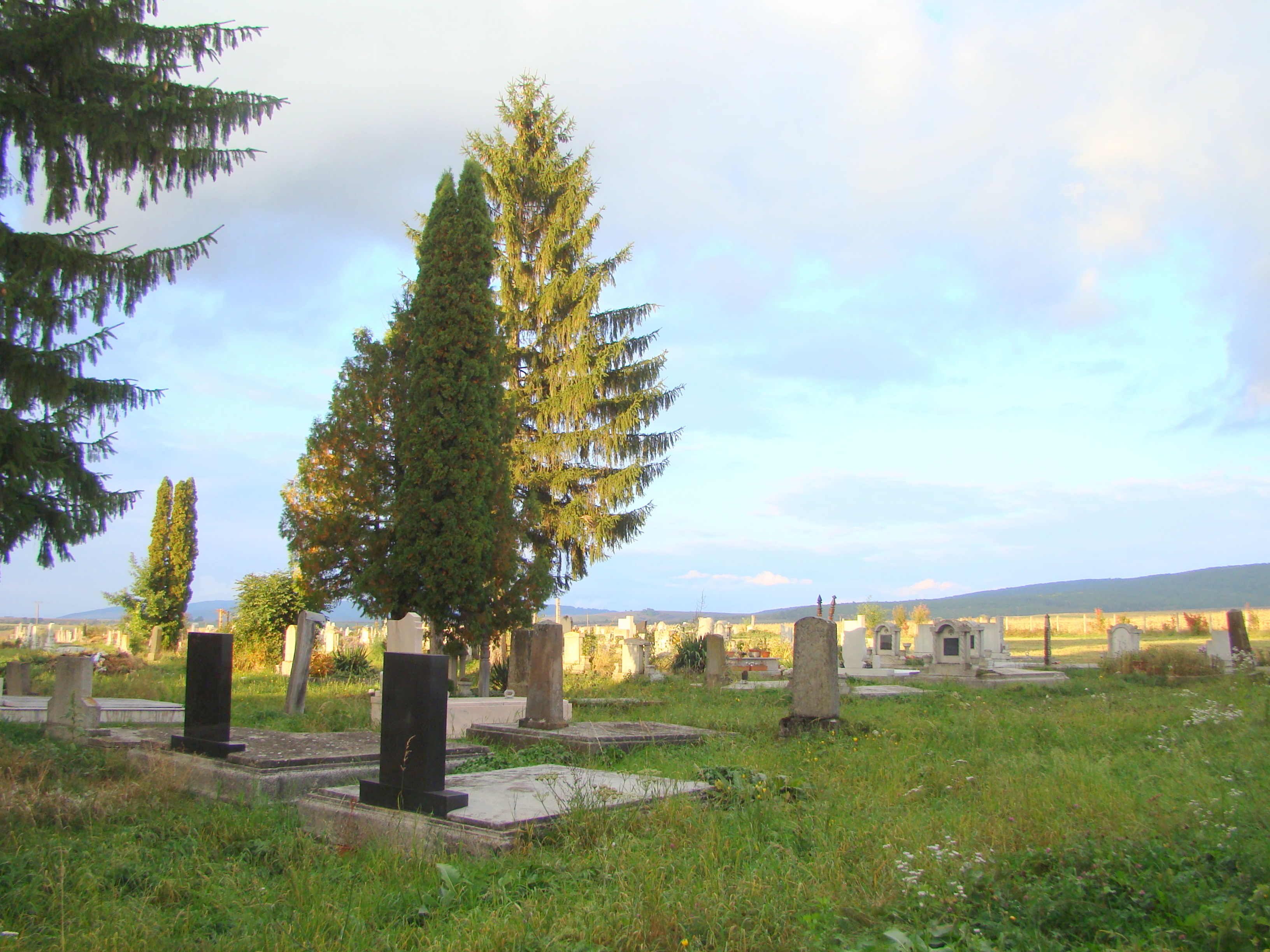
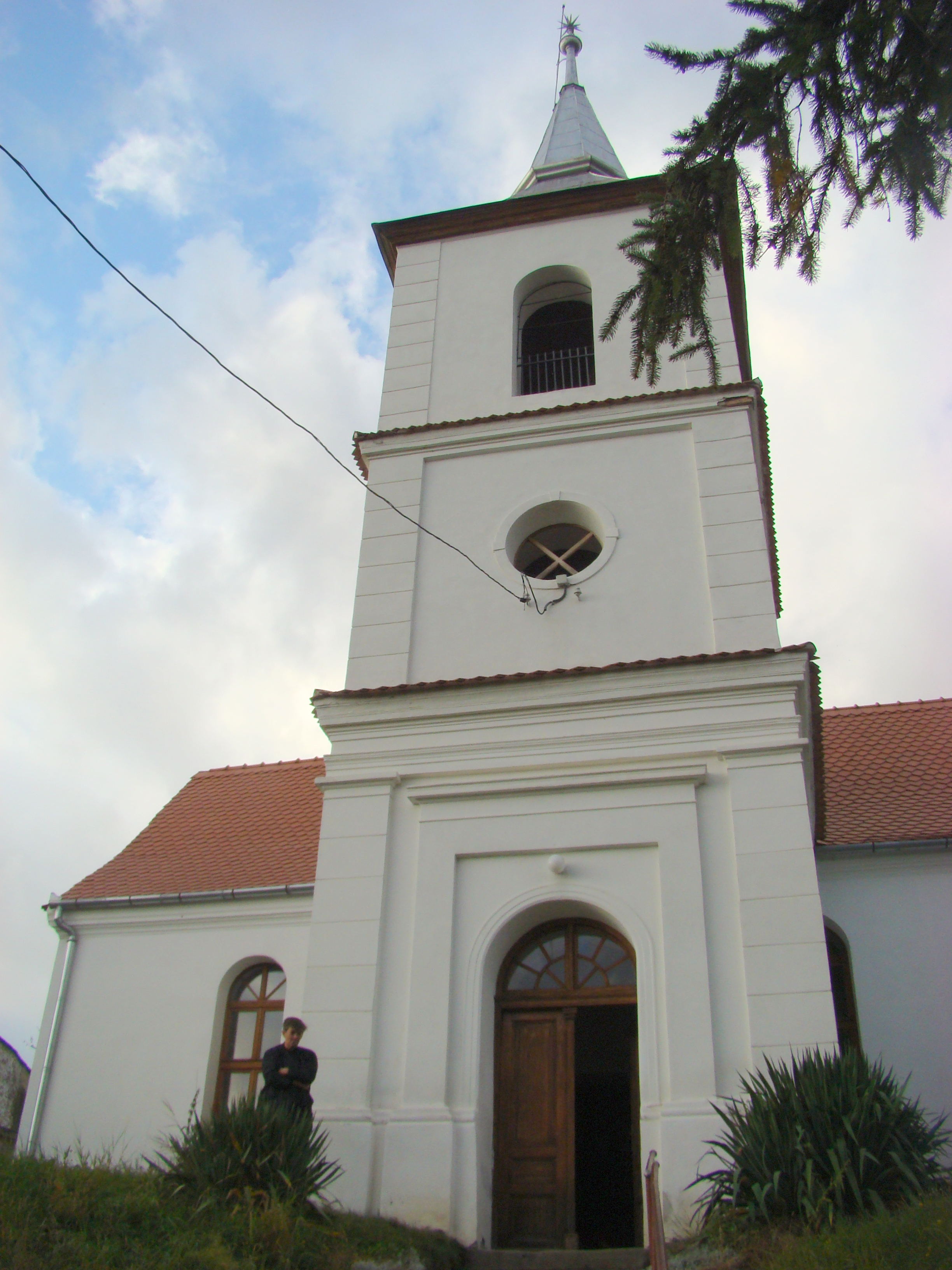
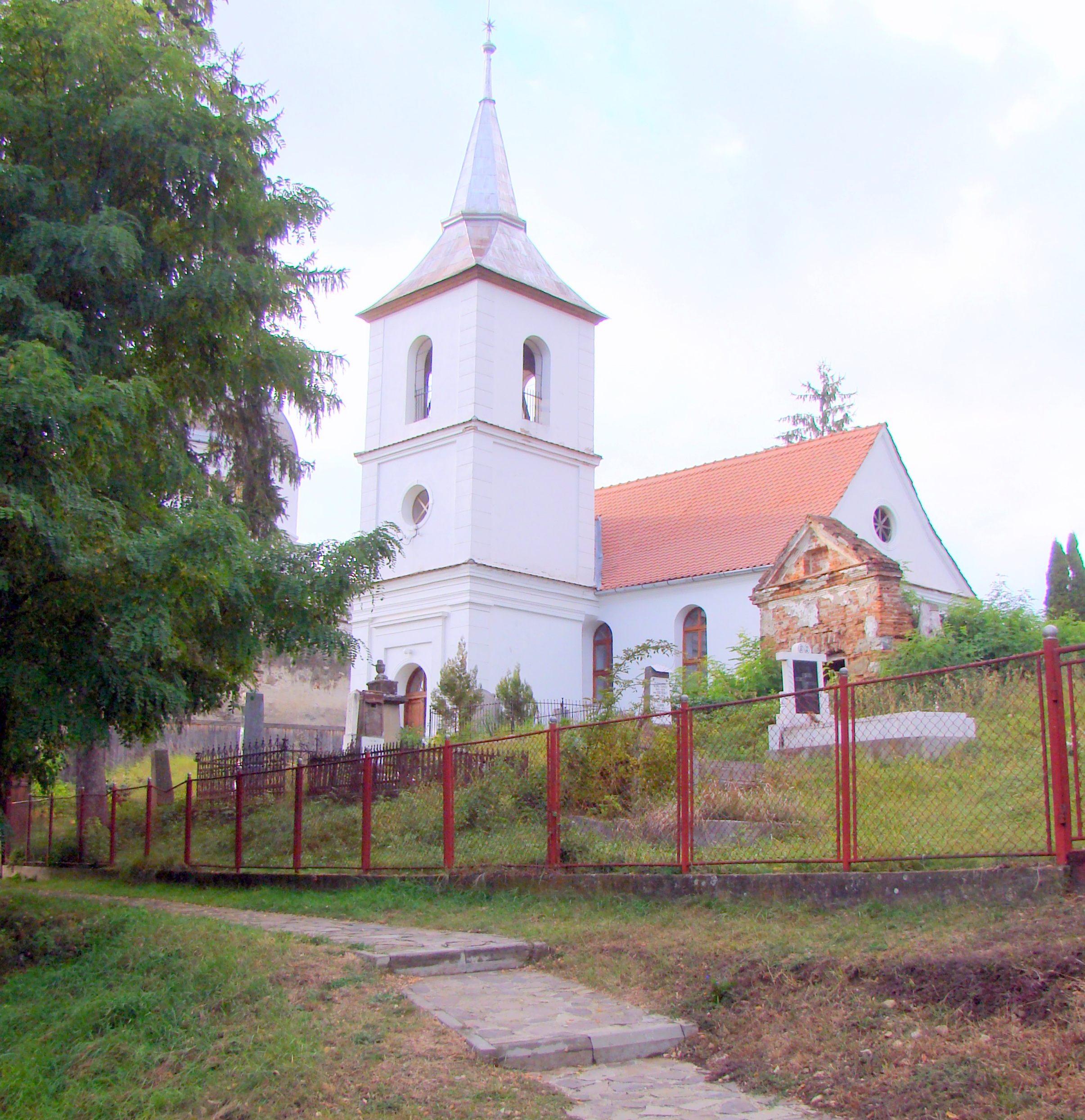
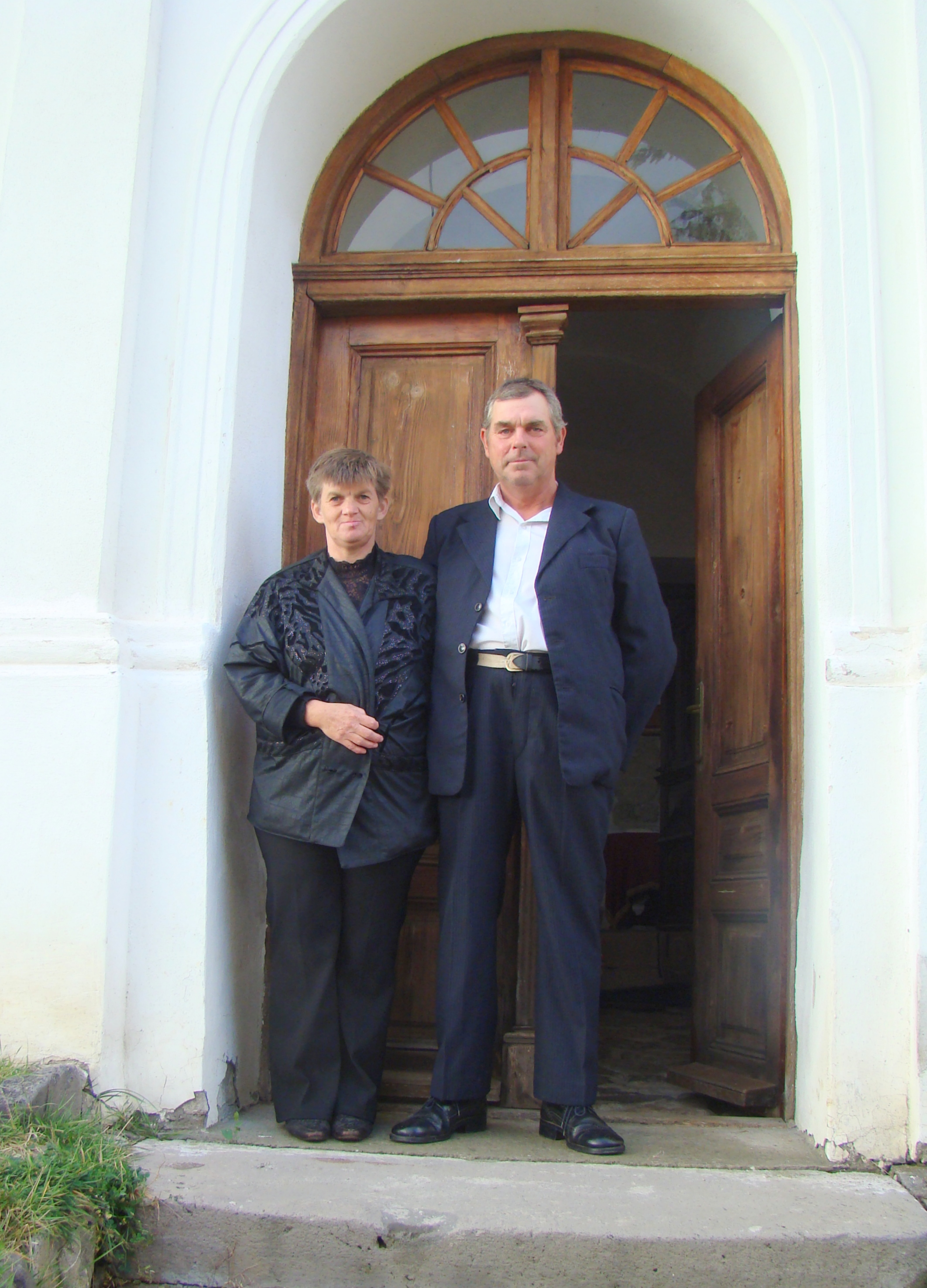
Curatorii bisericii reformate din Belin
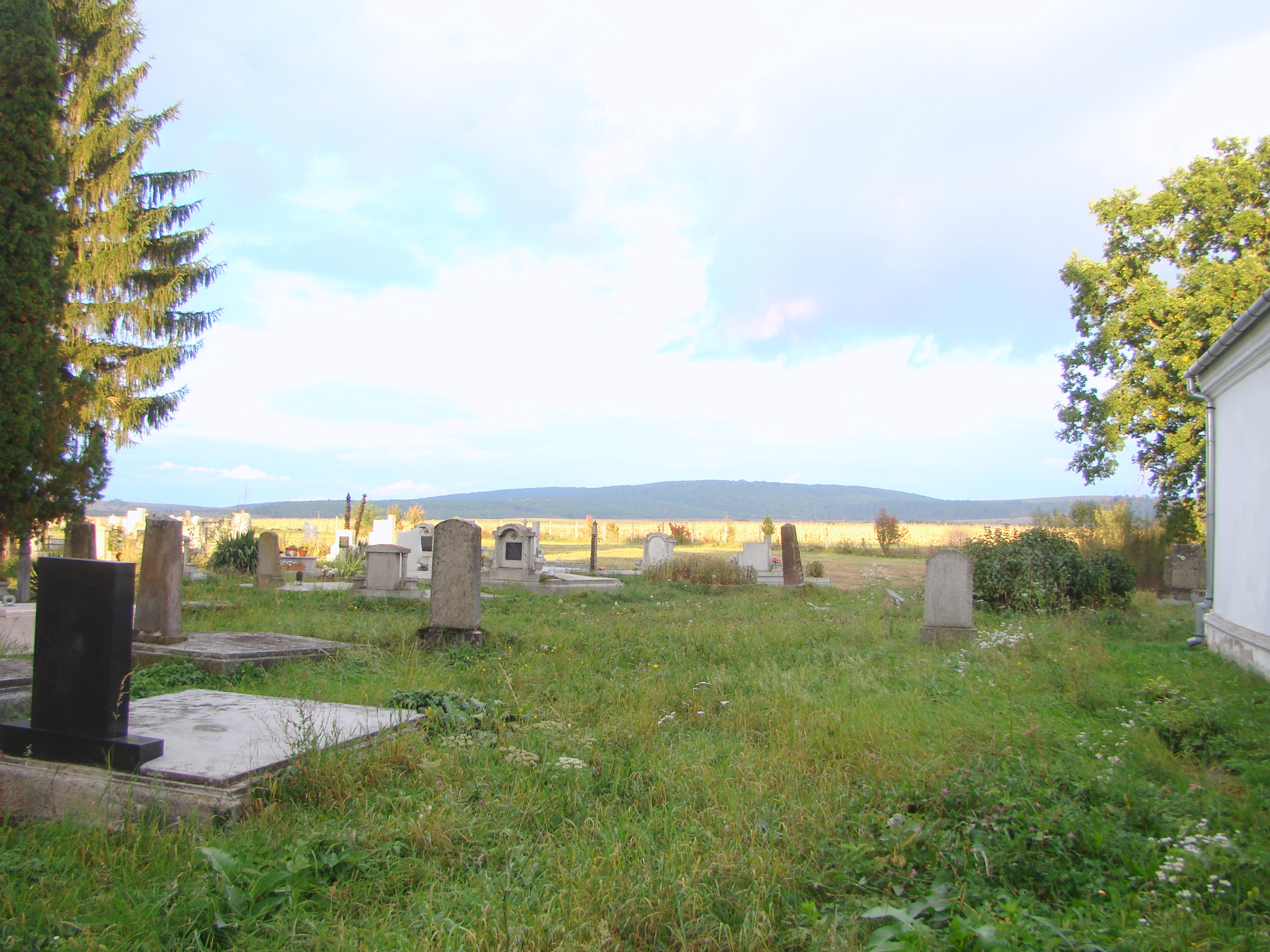

## Imagini din interior

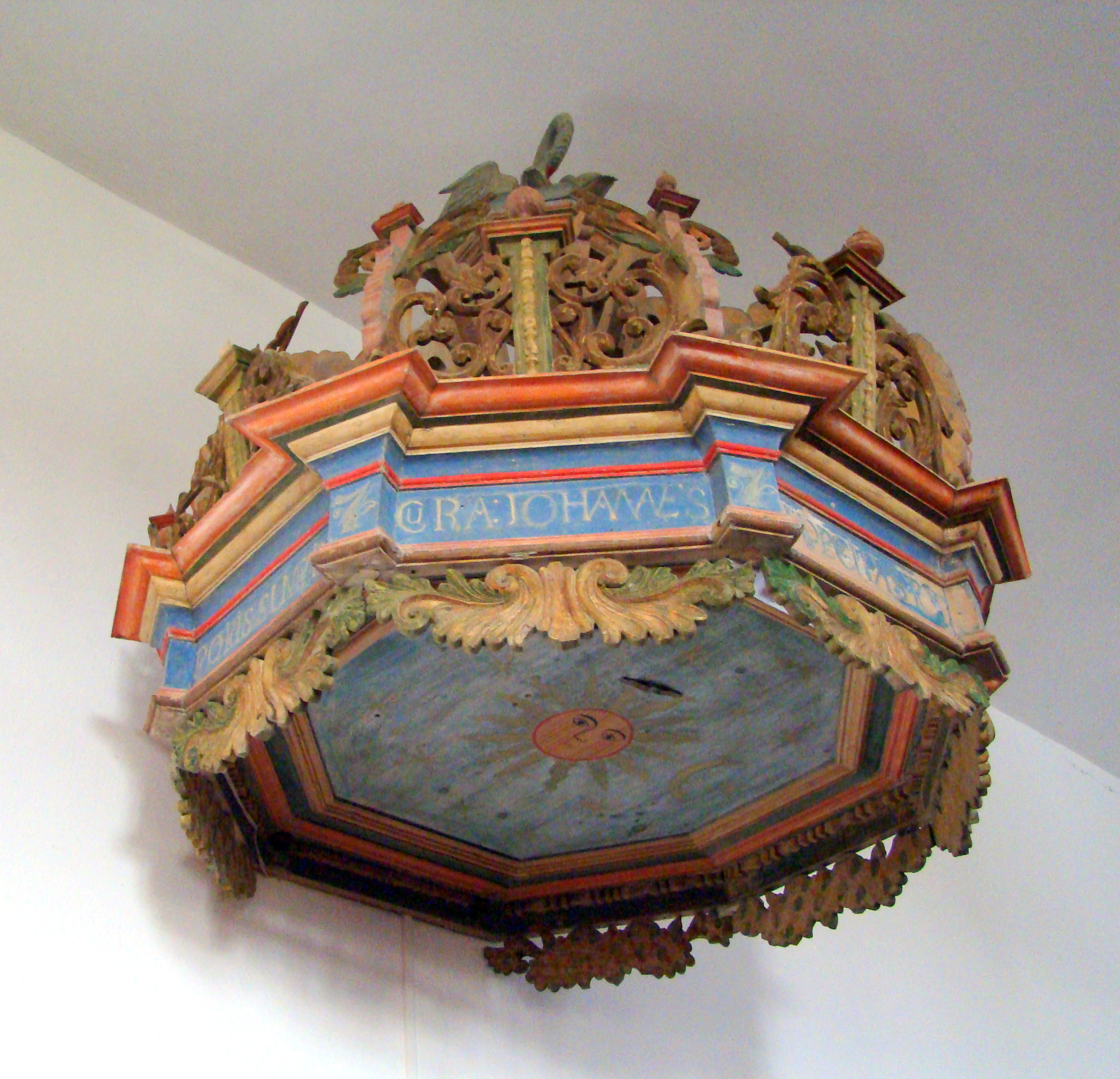
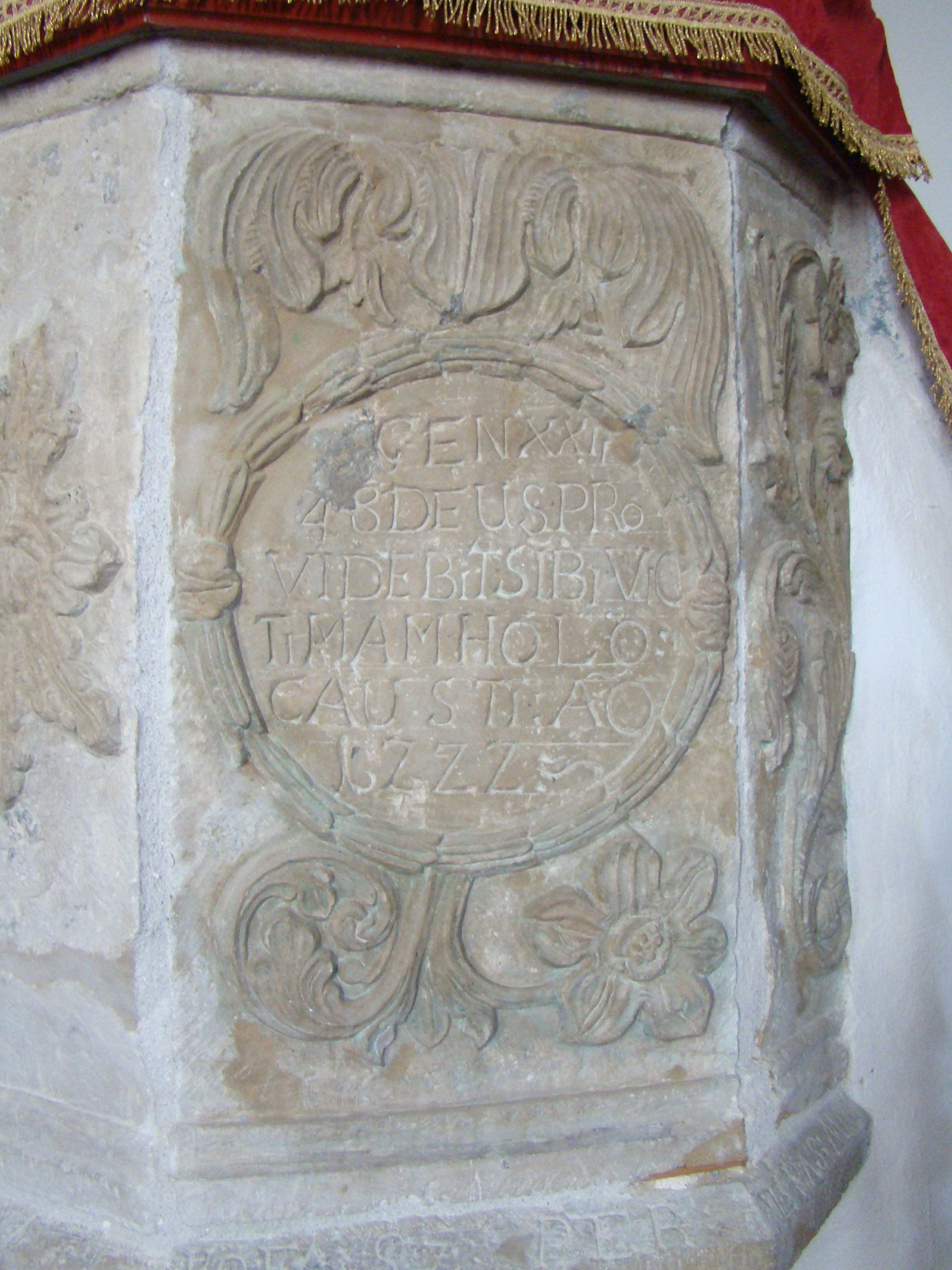
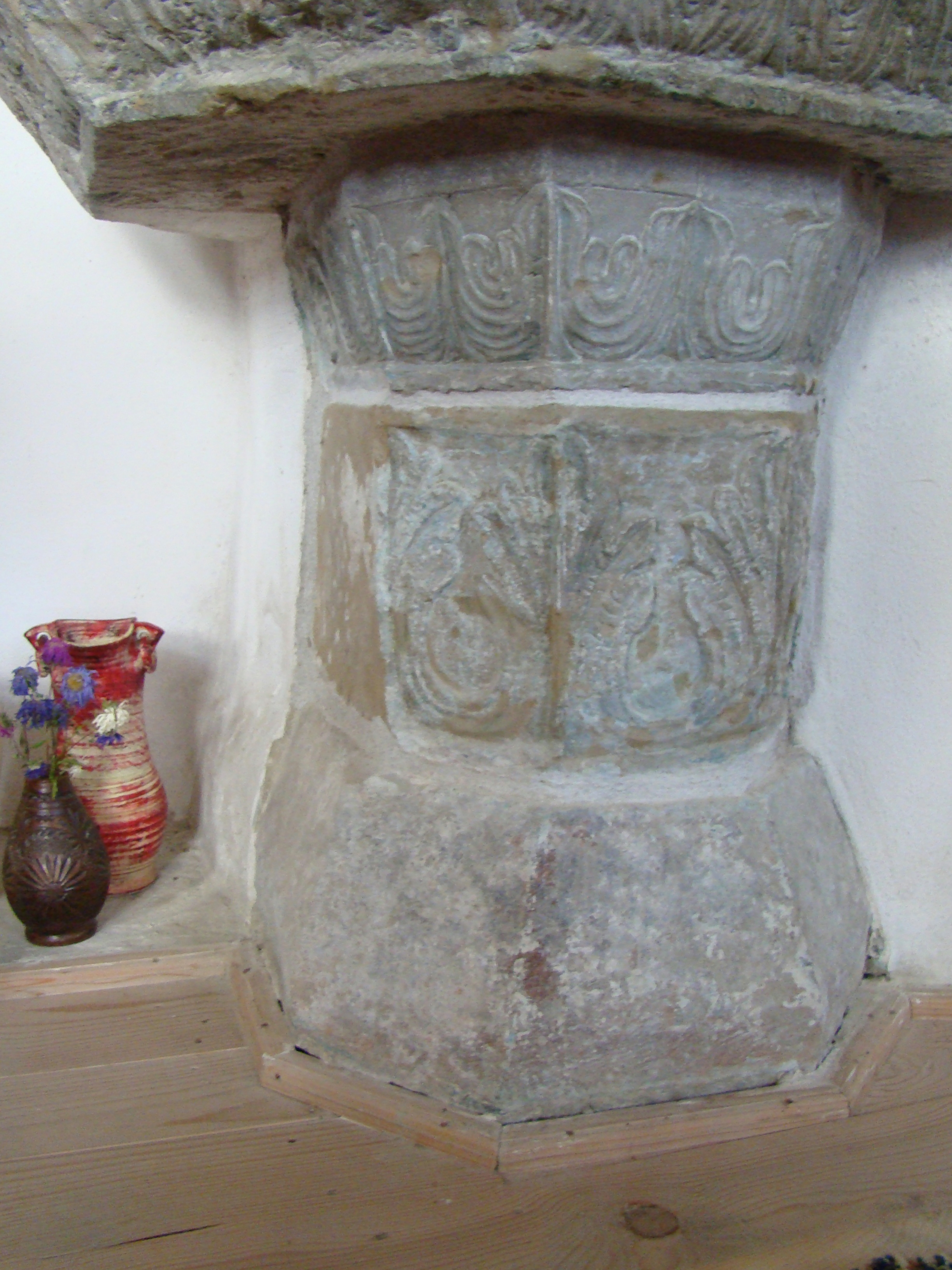
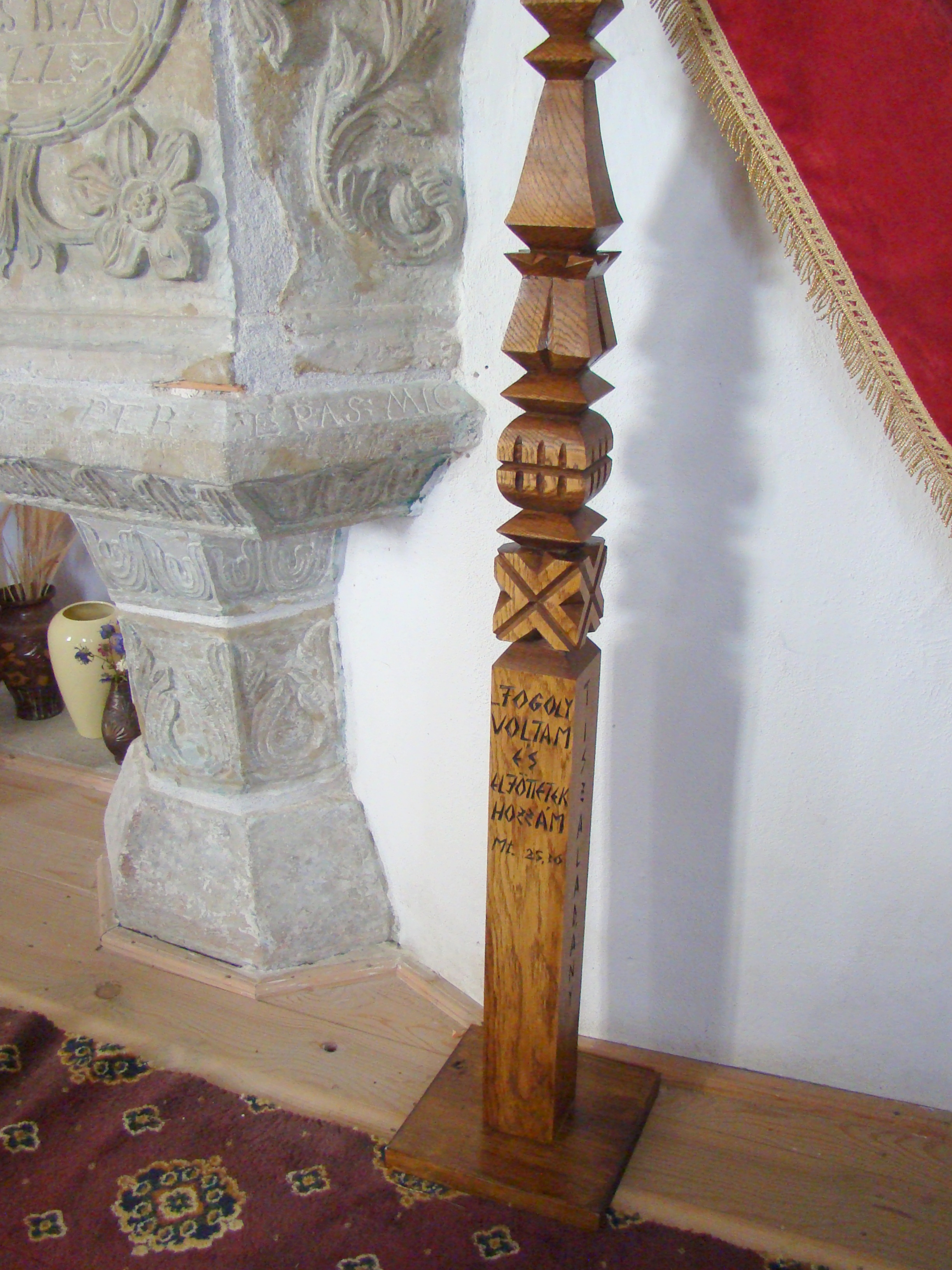
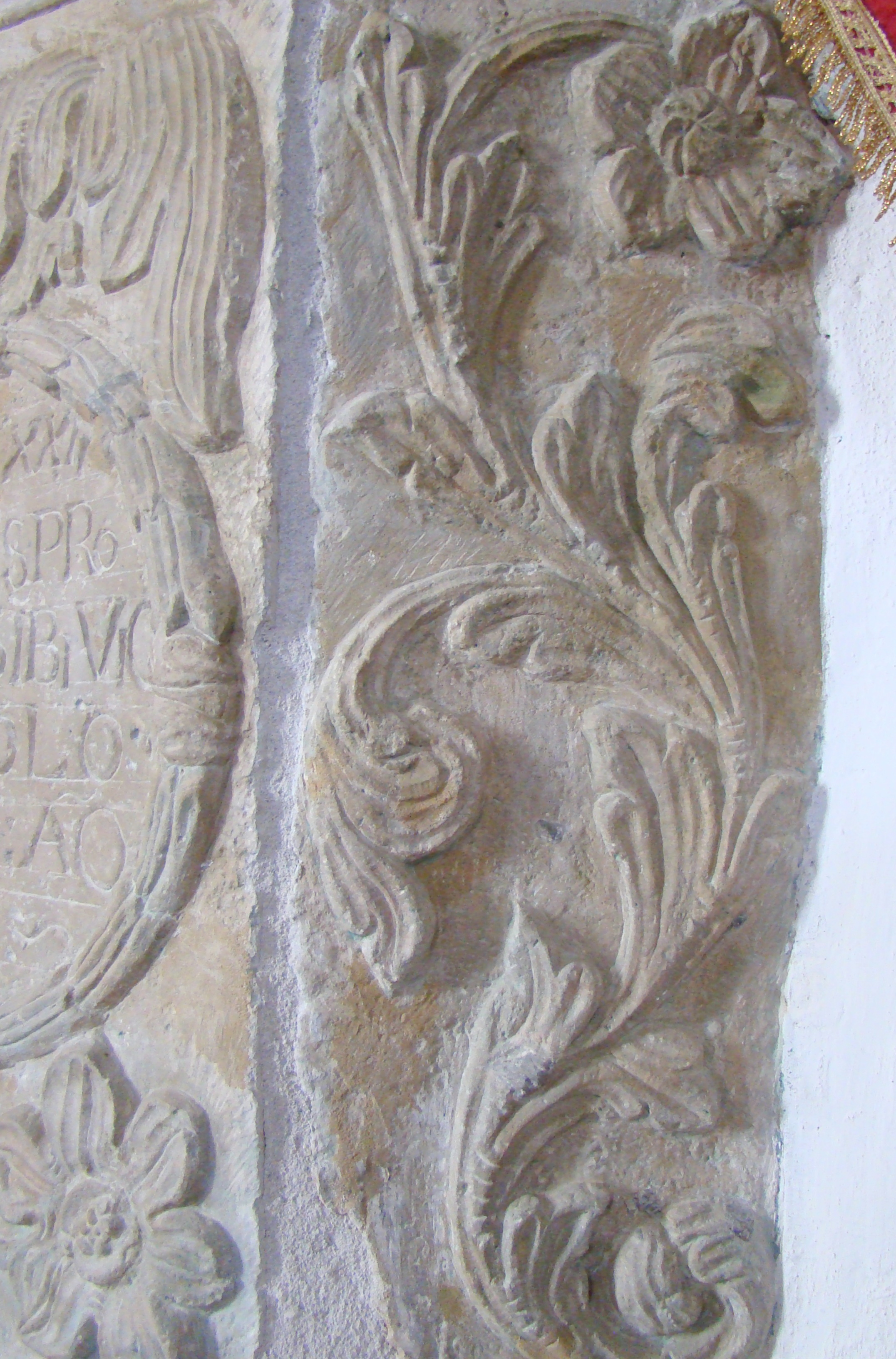
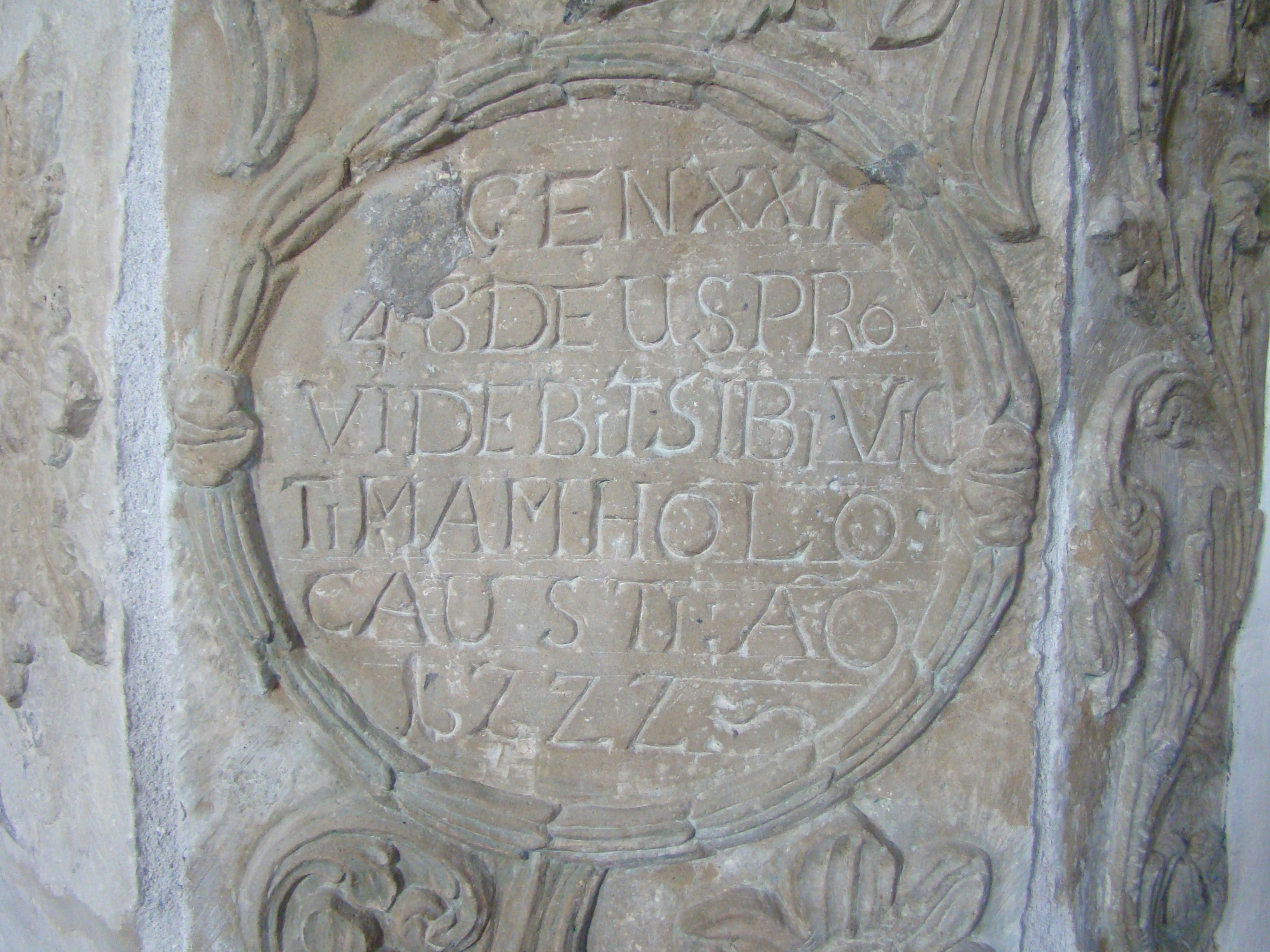
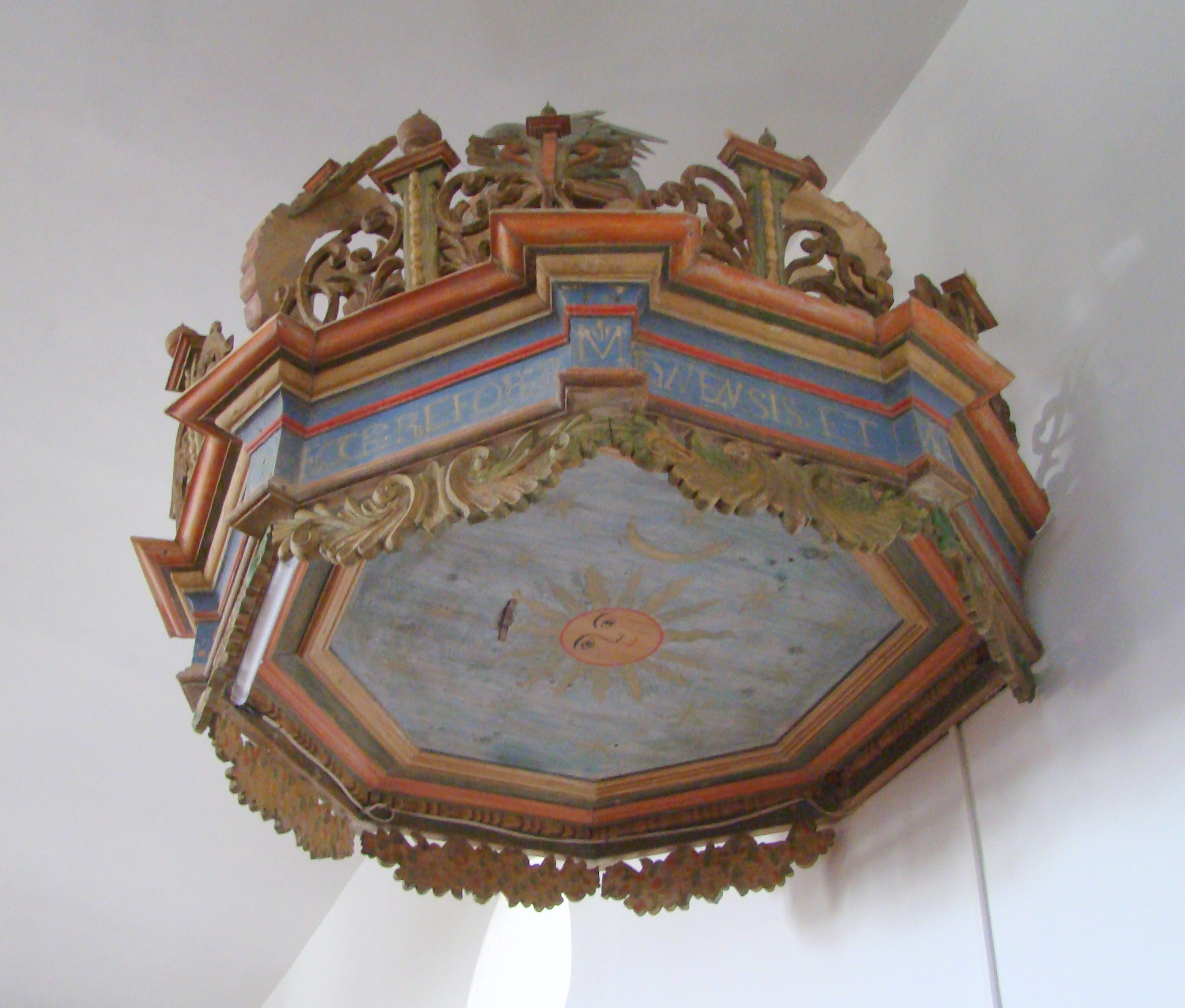
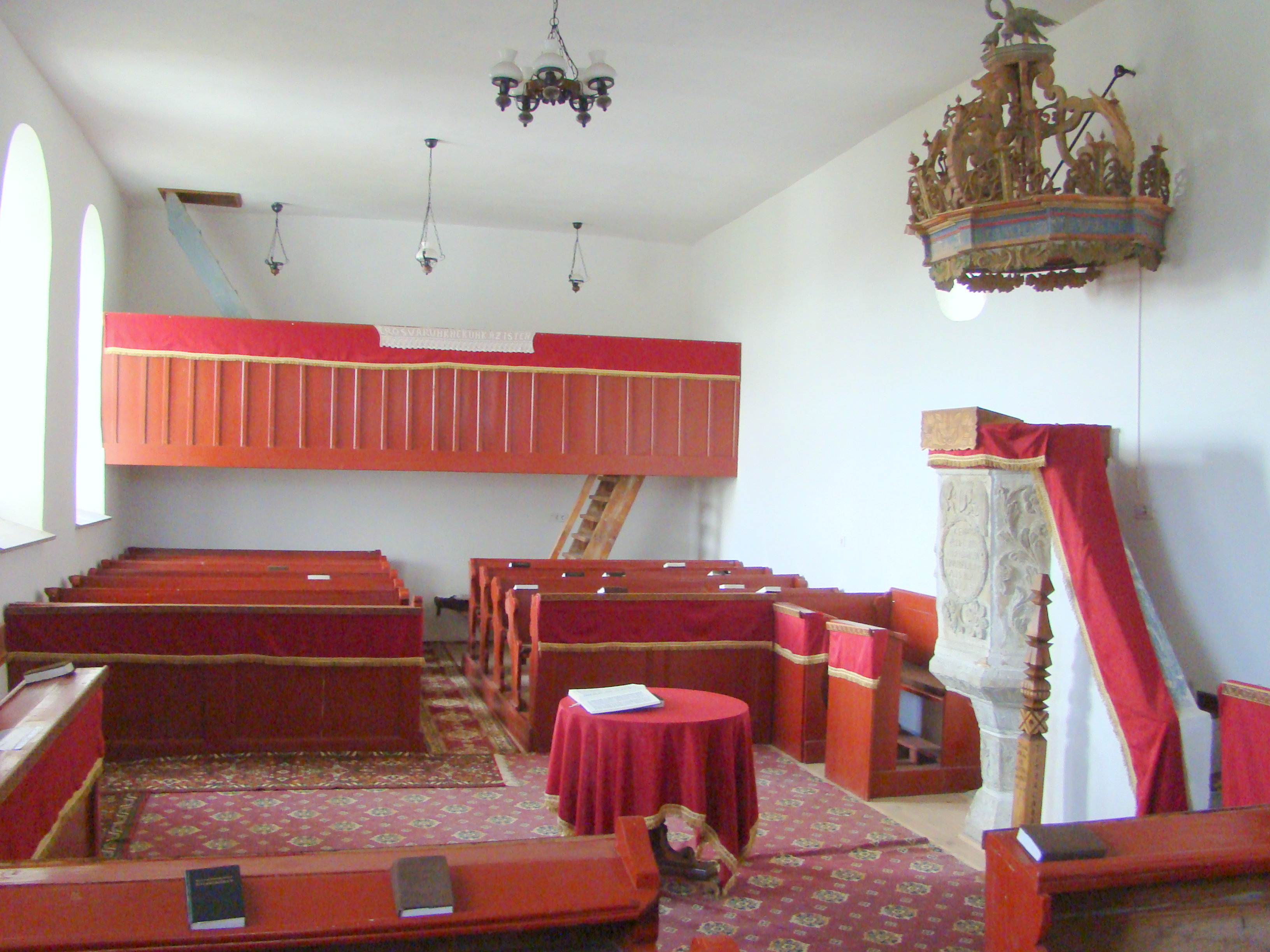
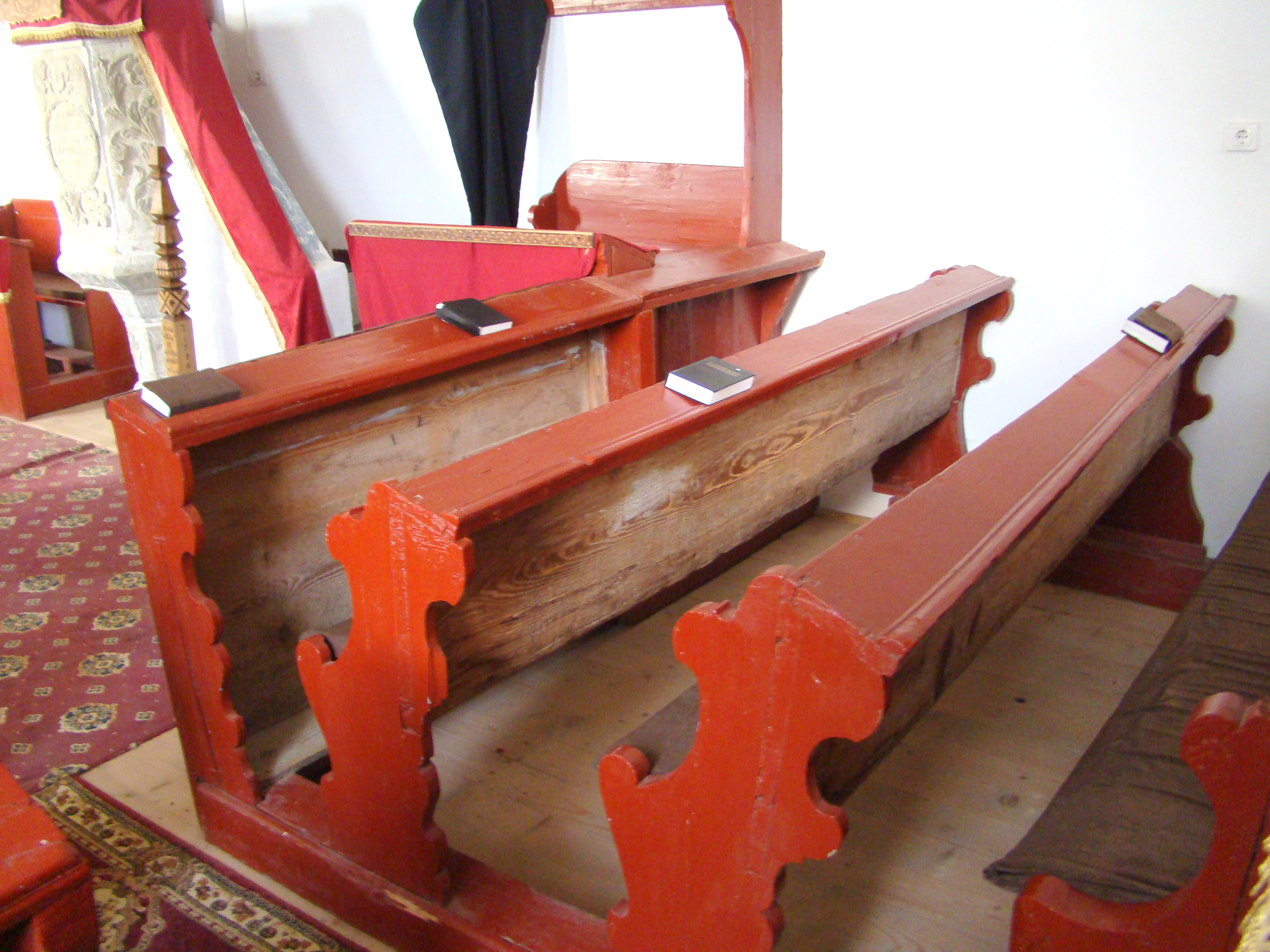
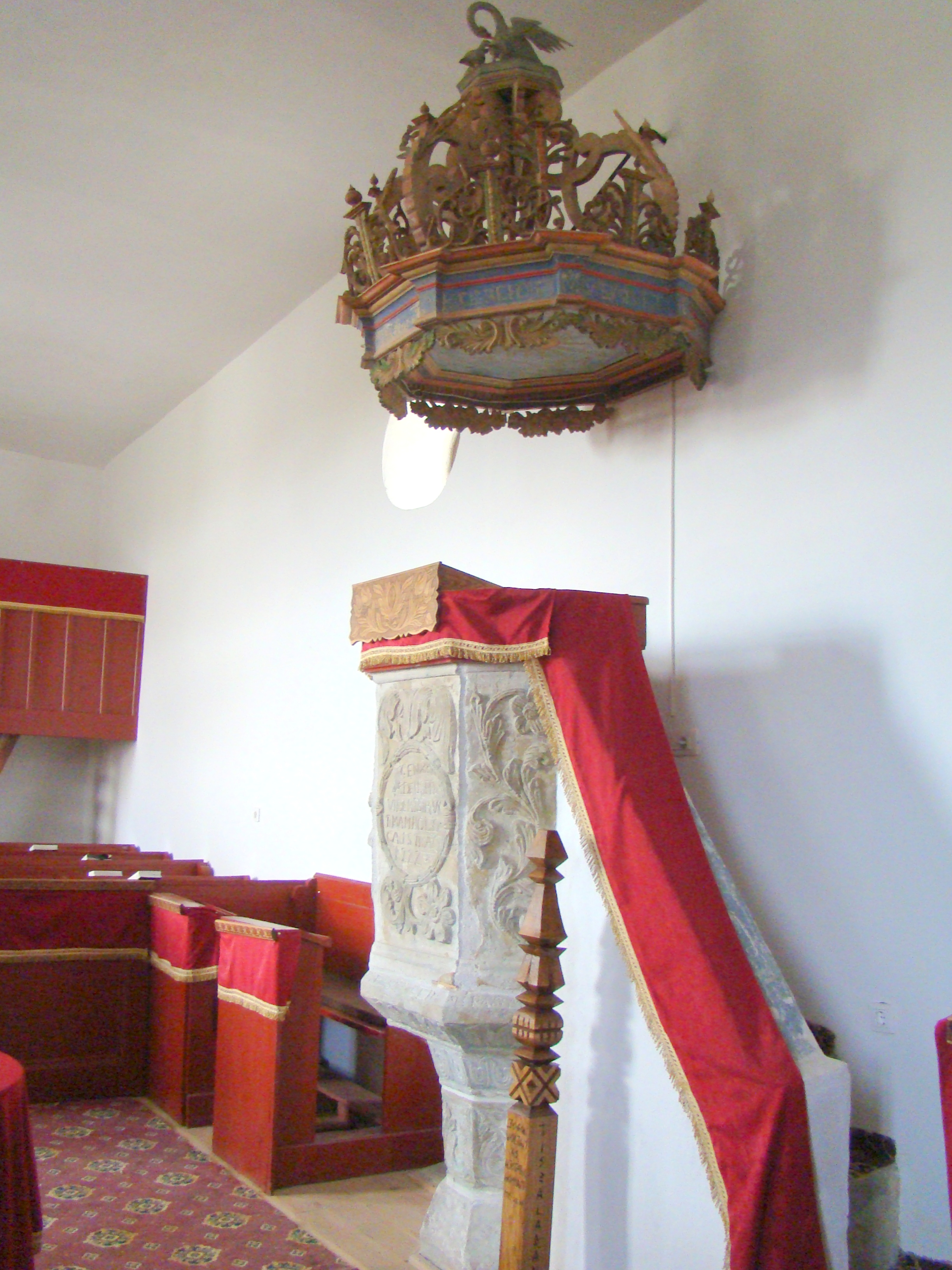
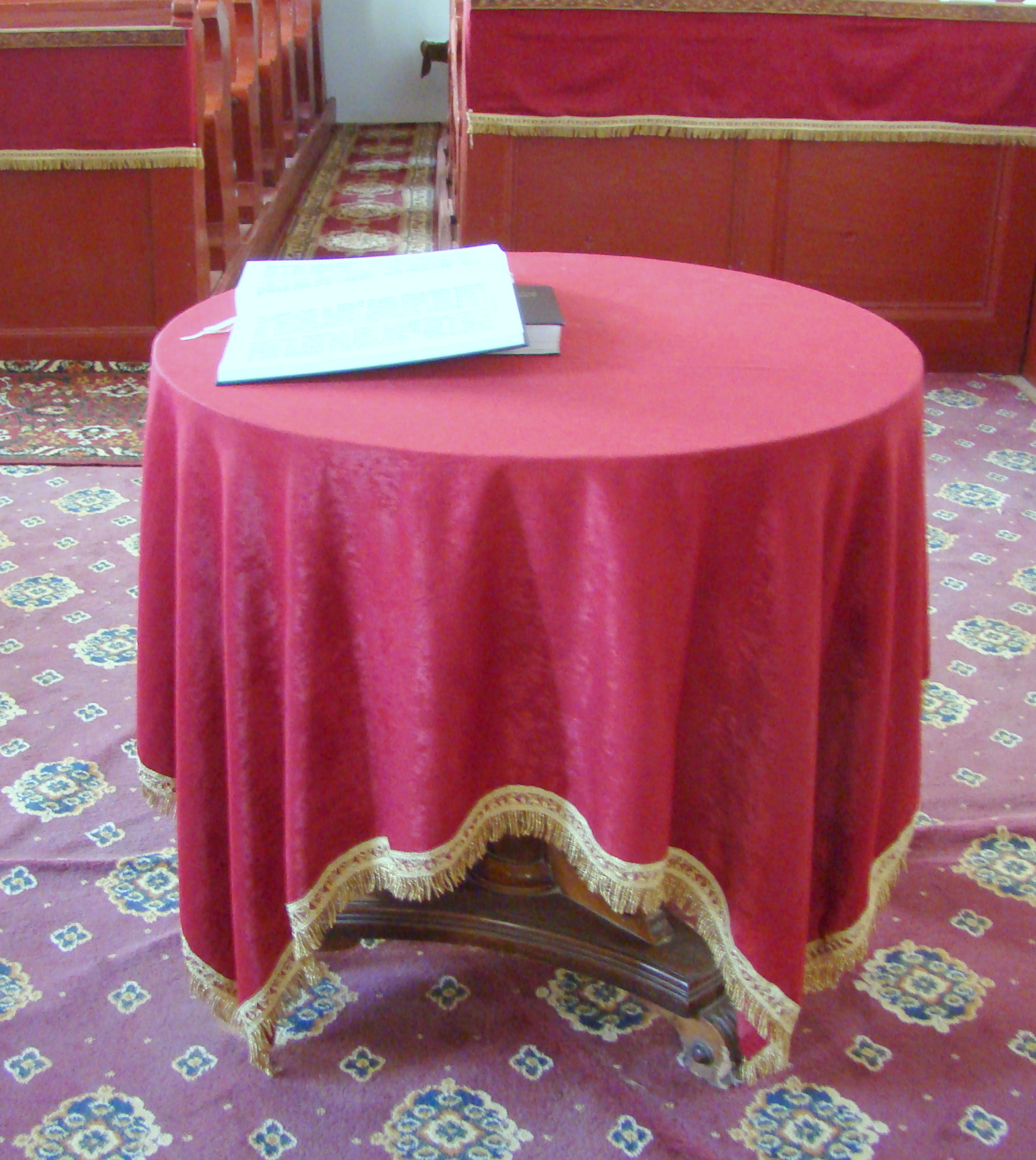
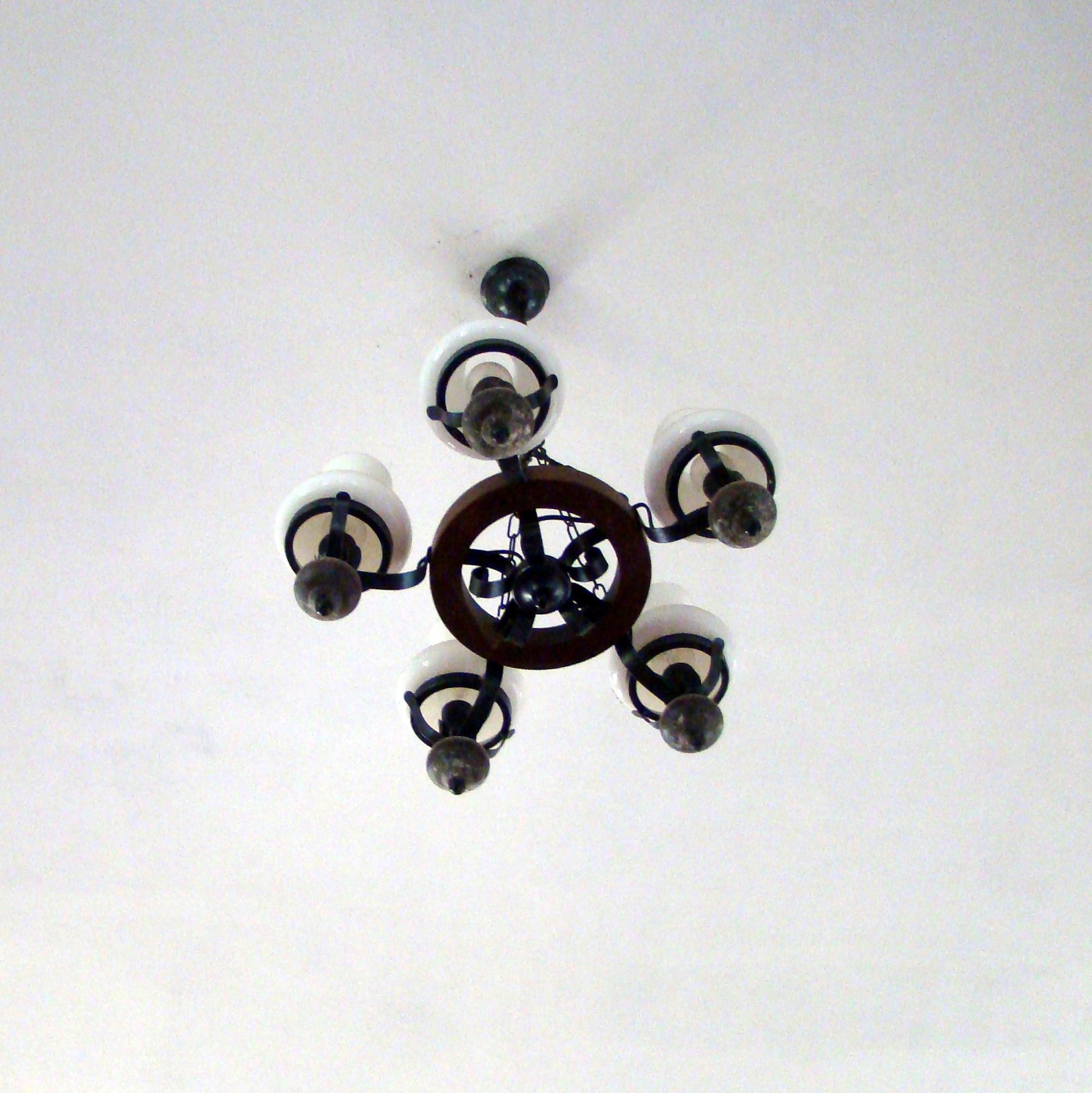
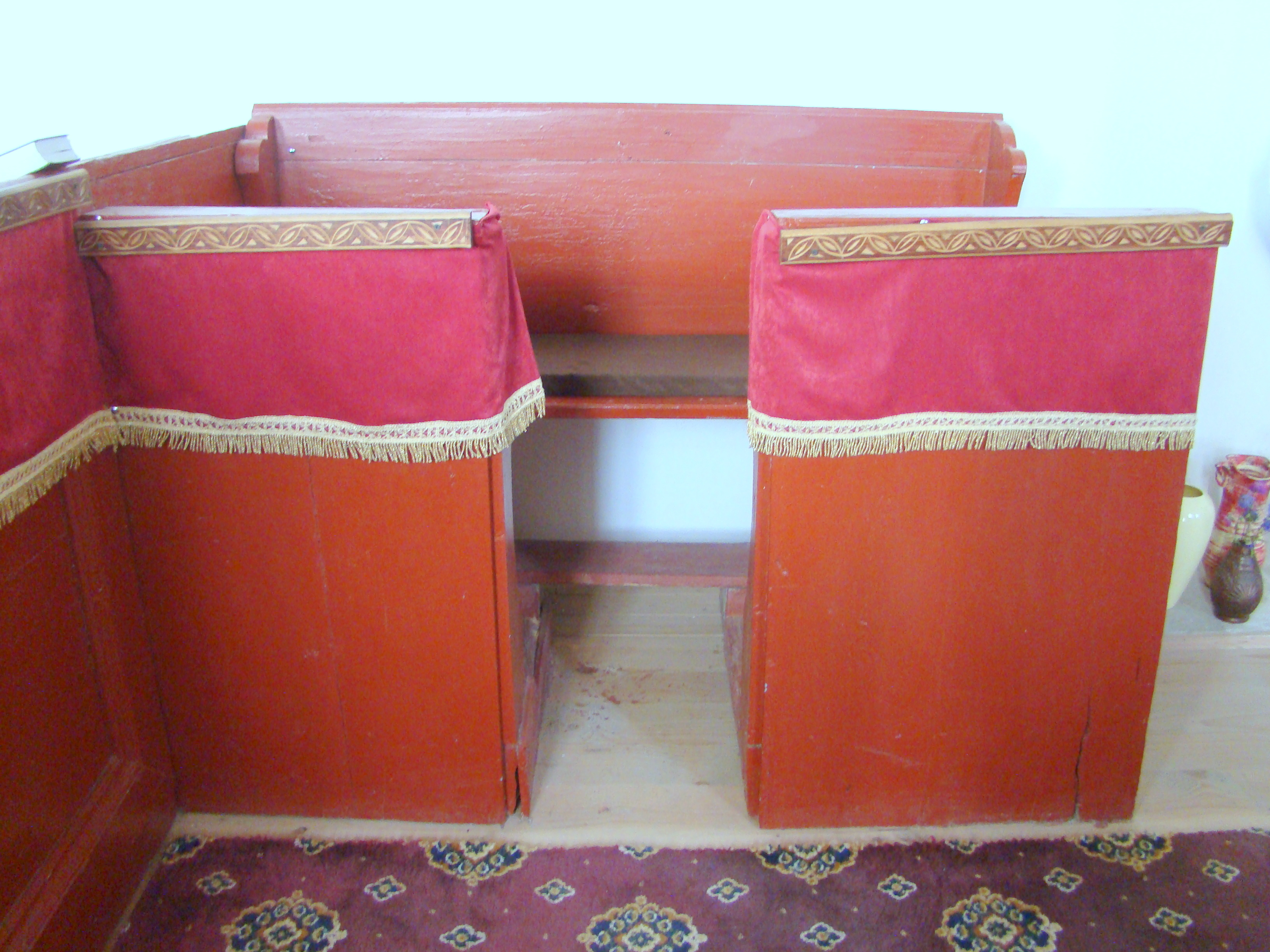
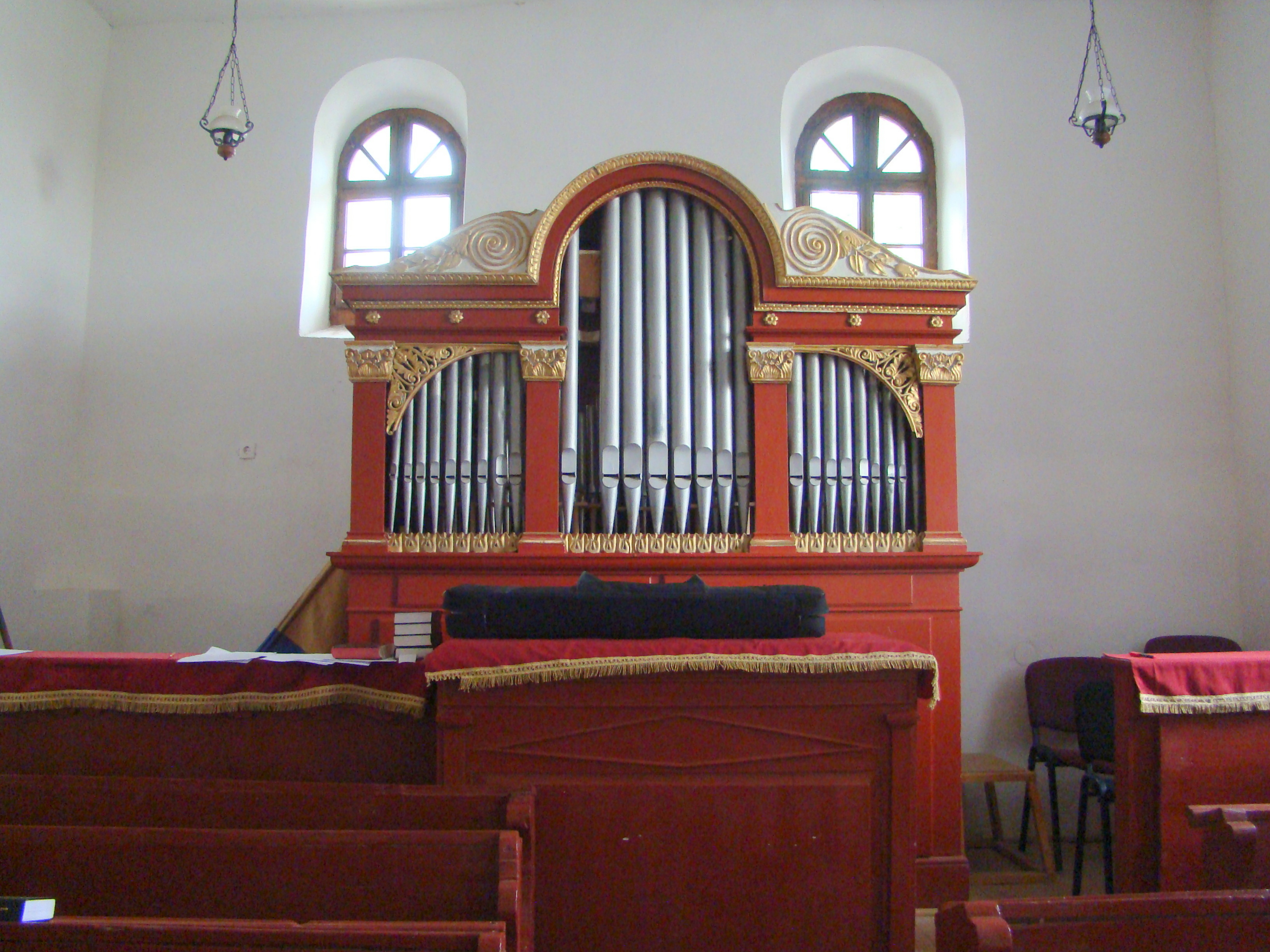
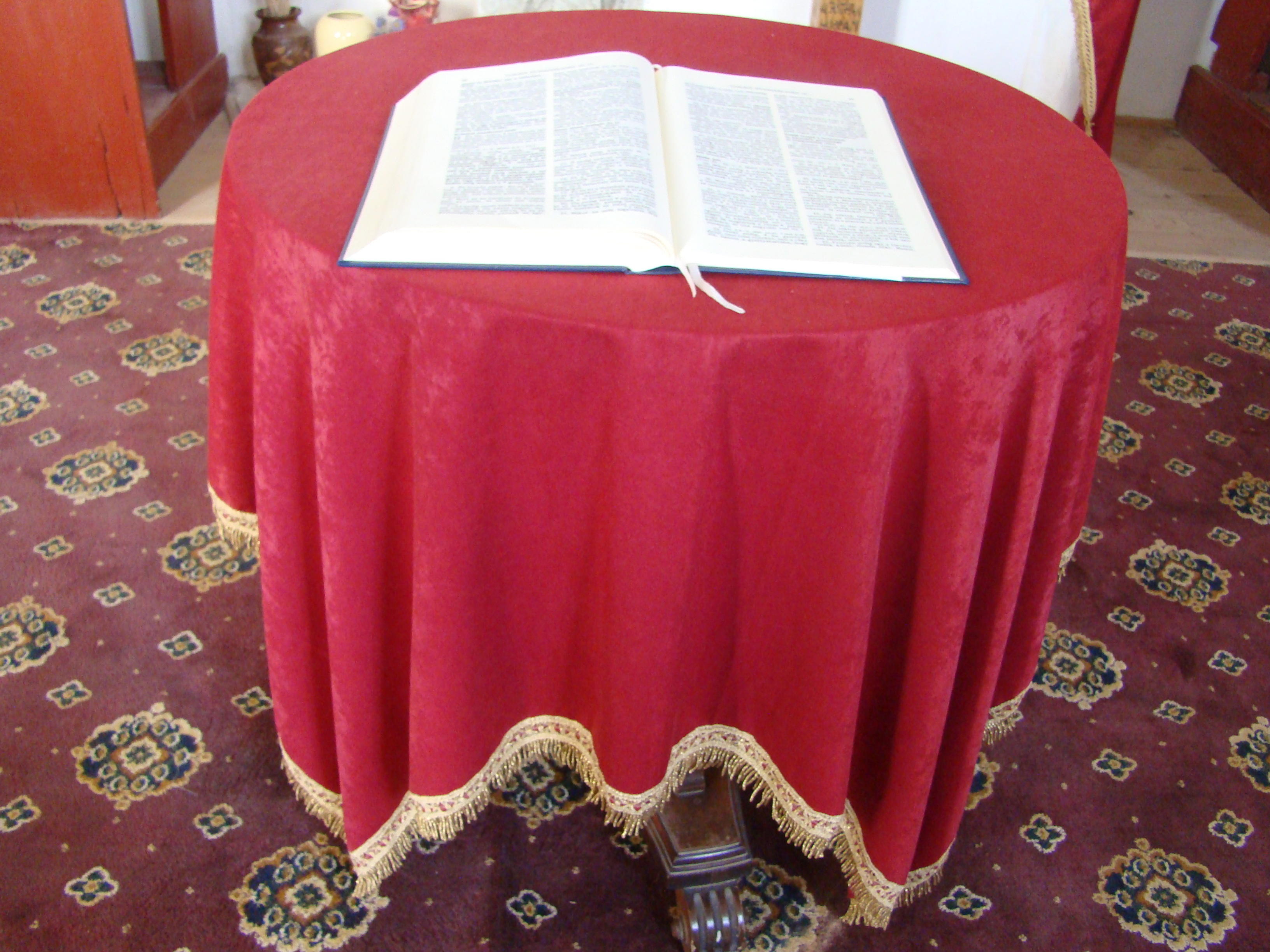
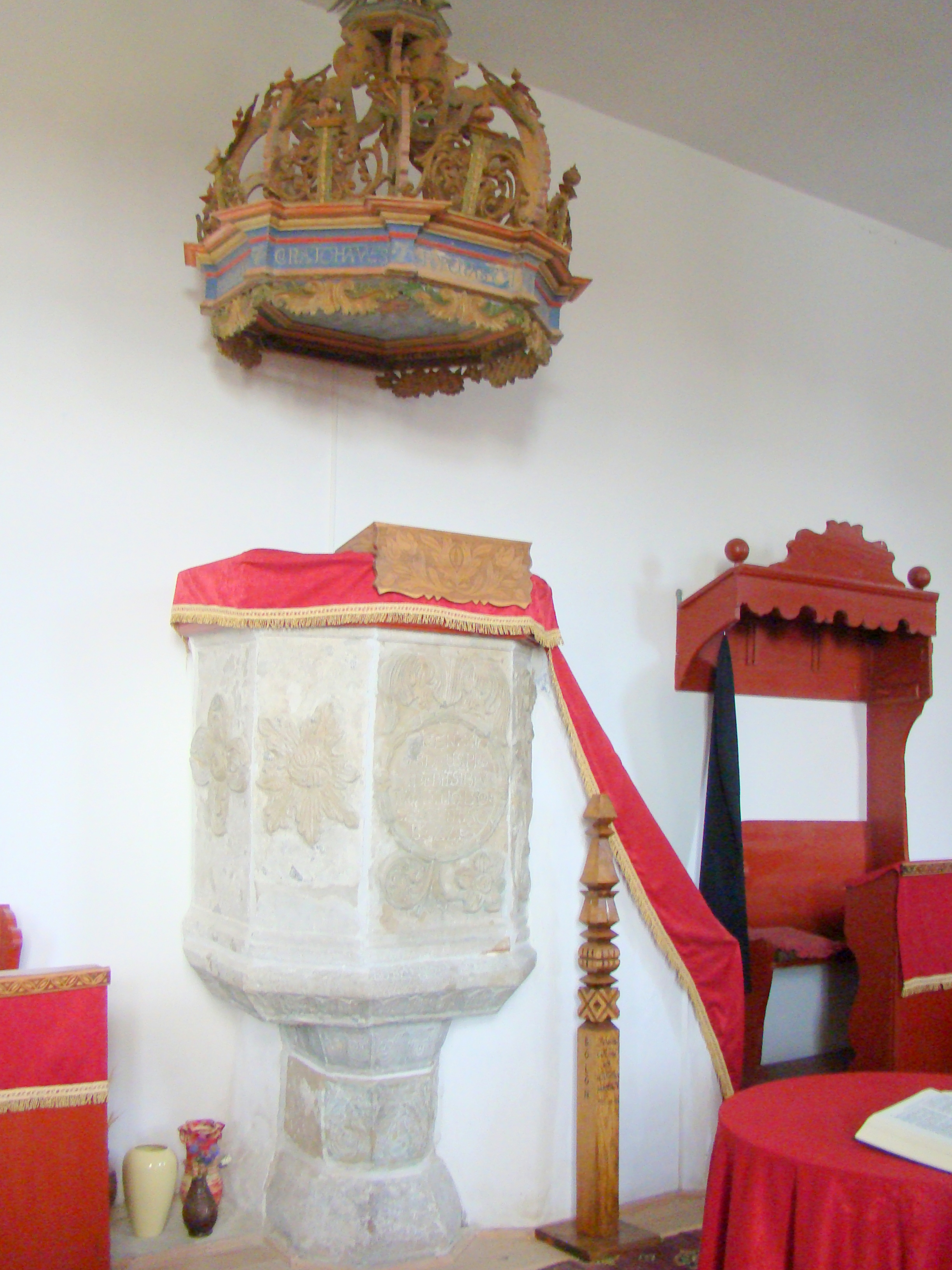
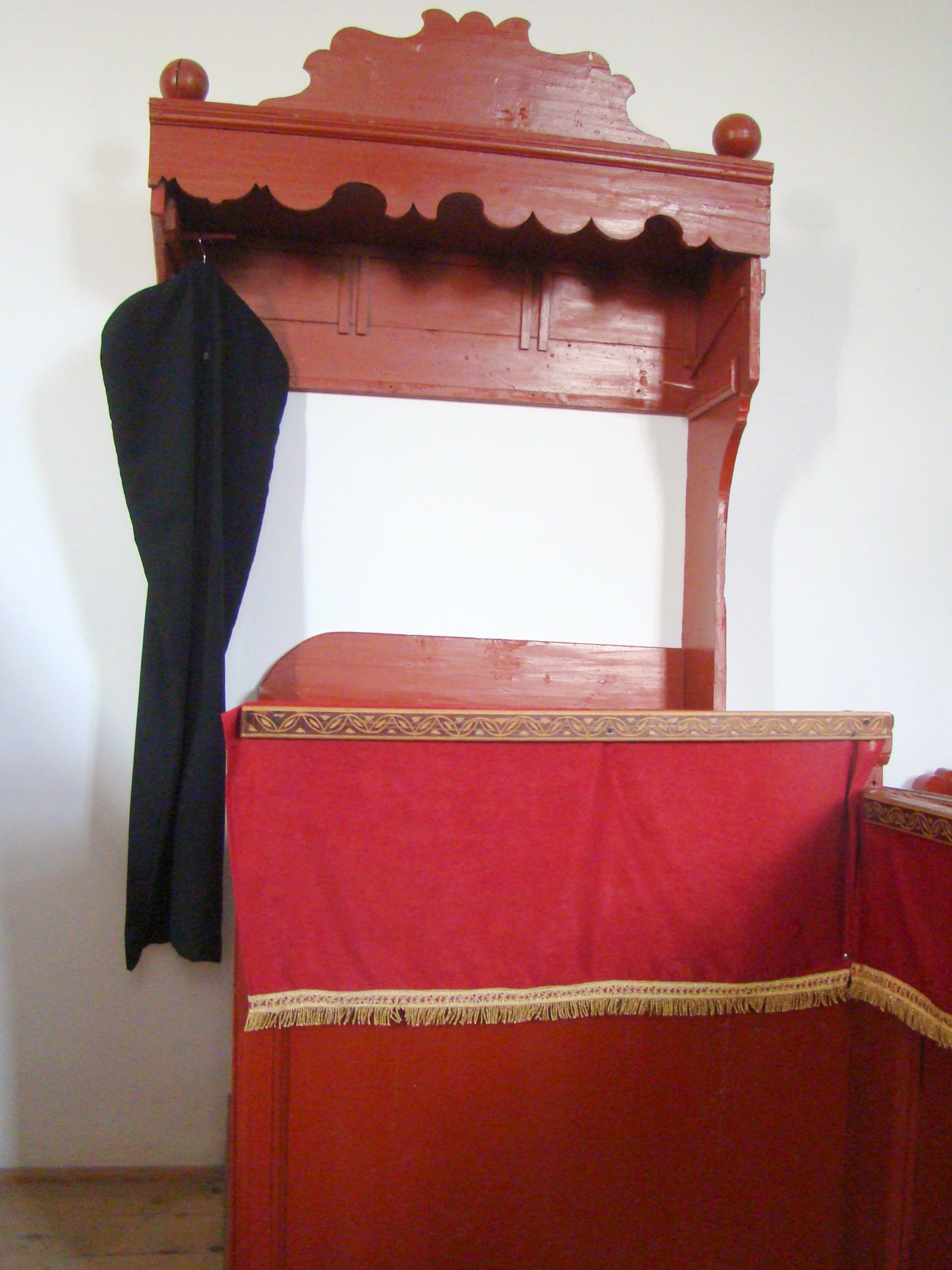
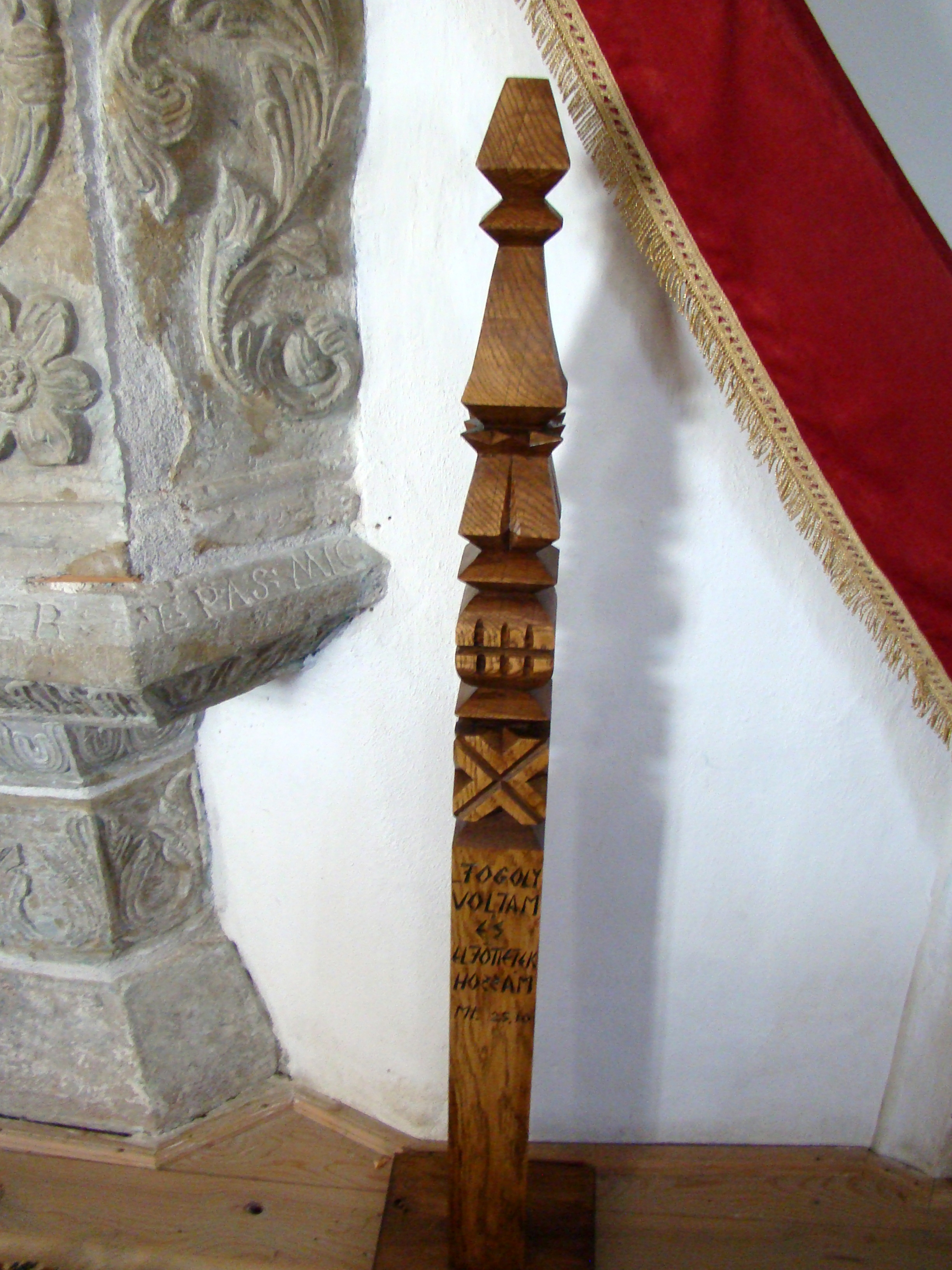
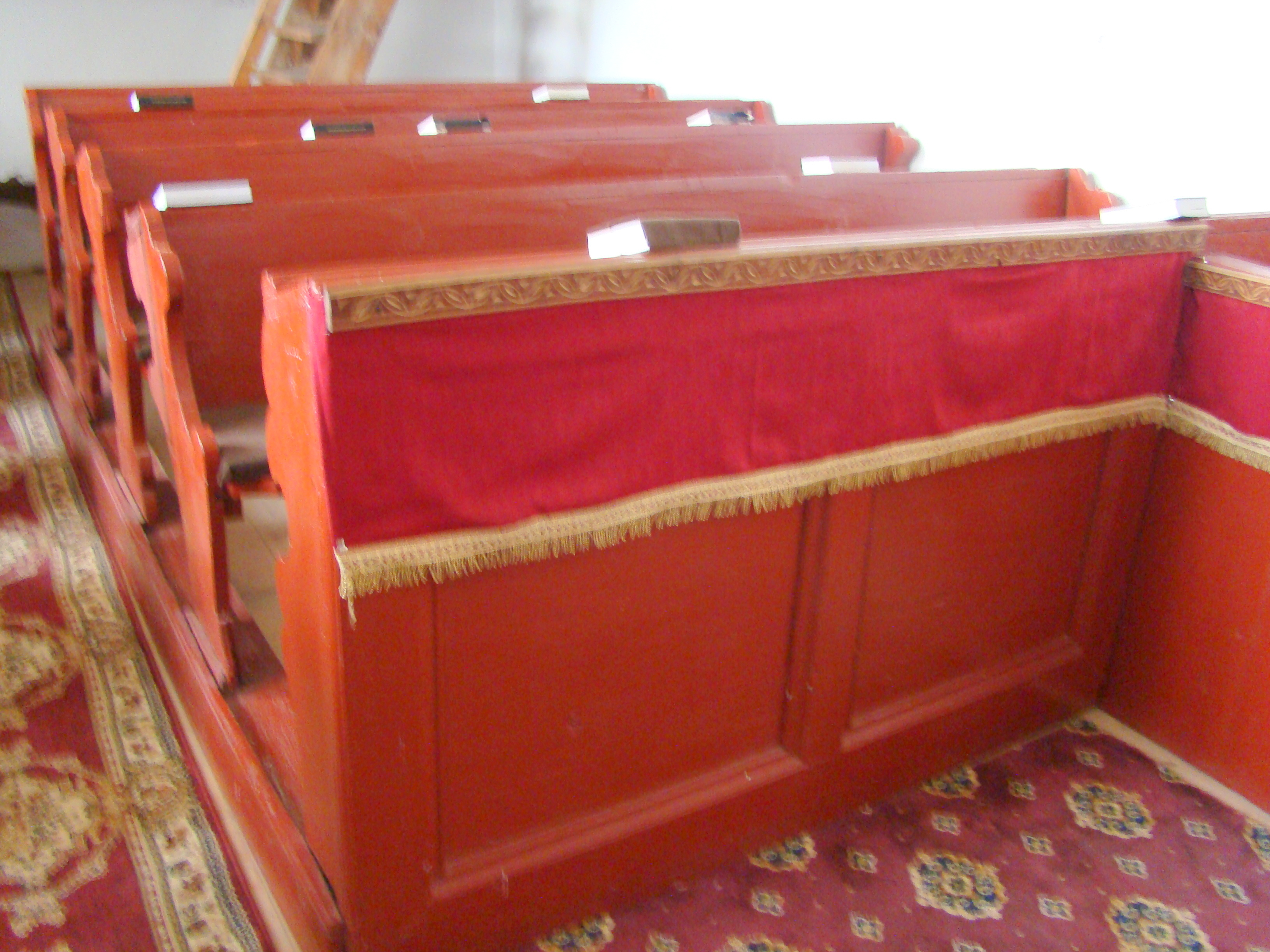
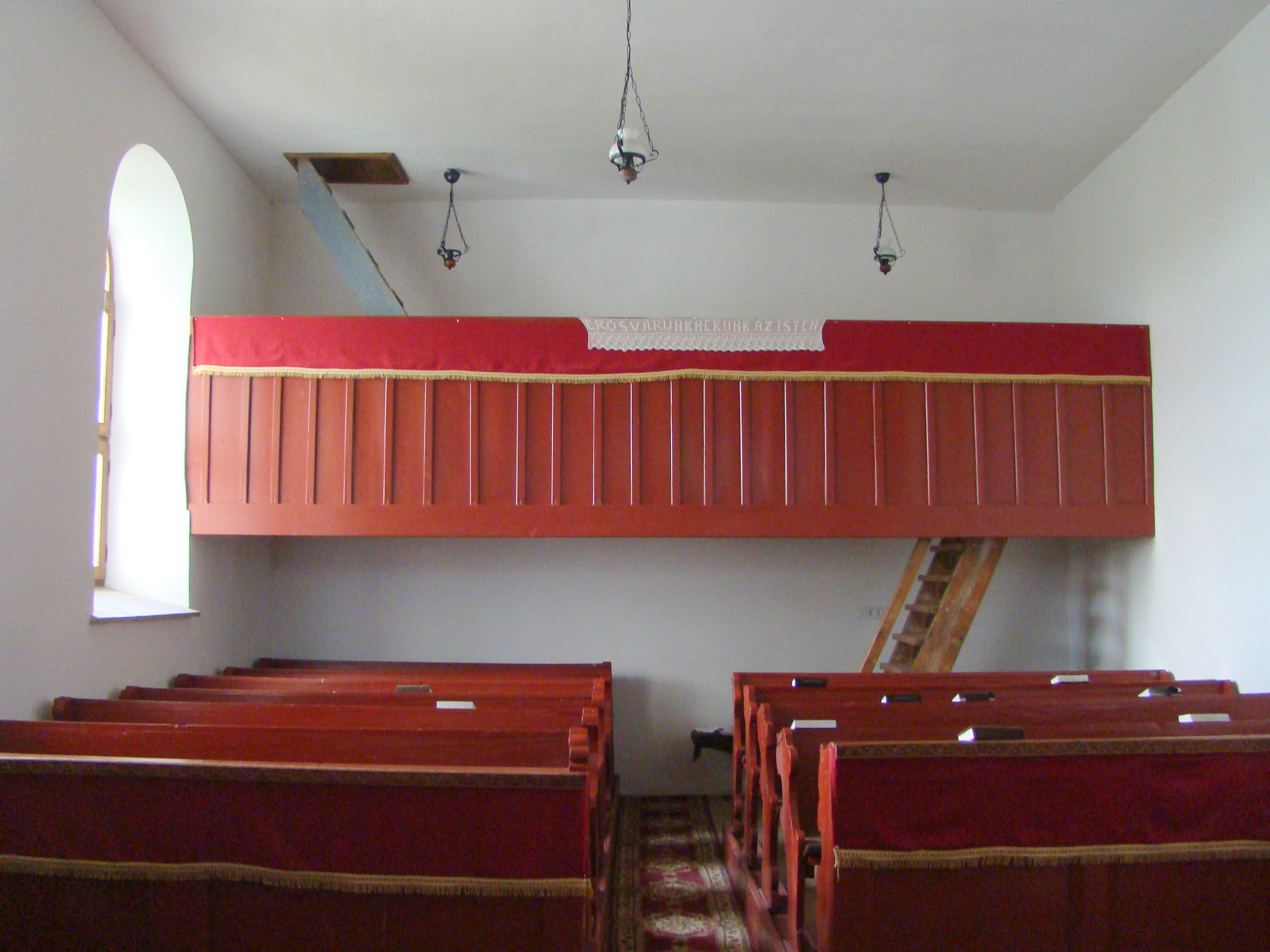
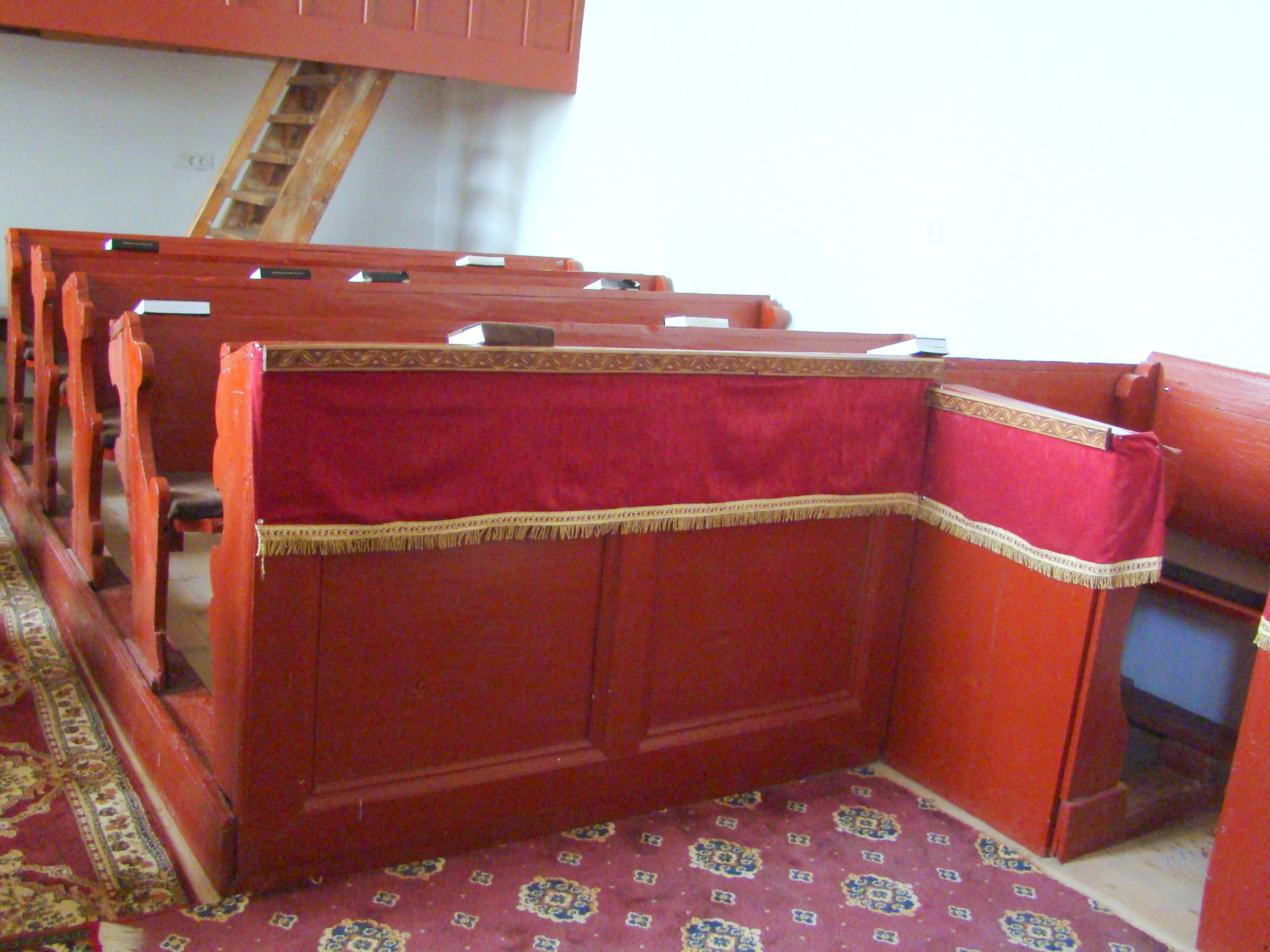
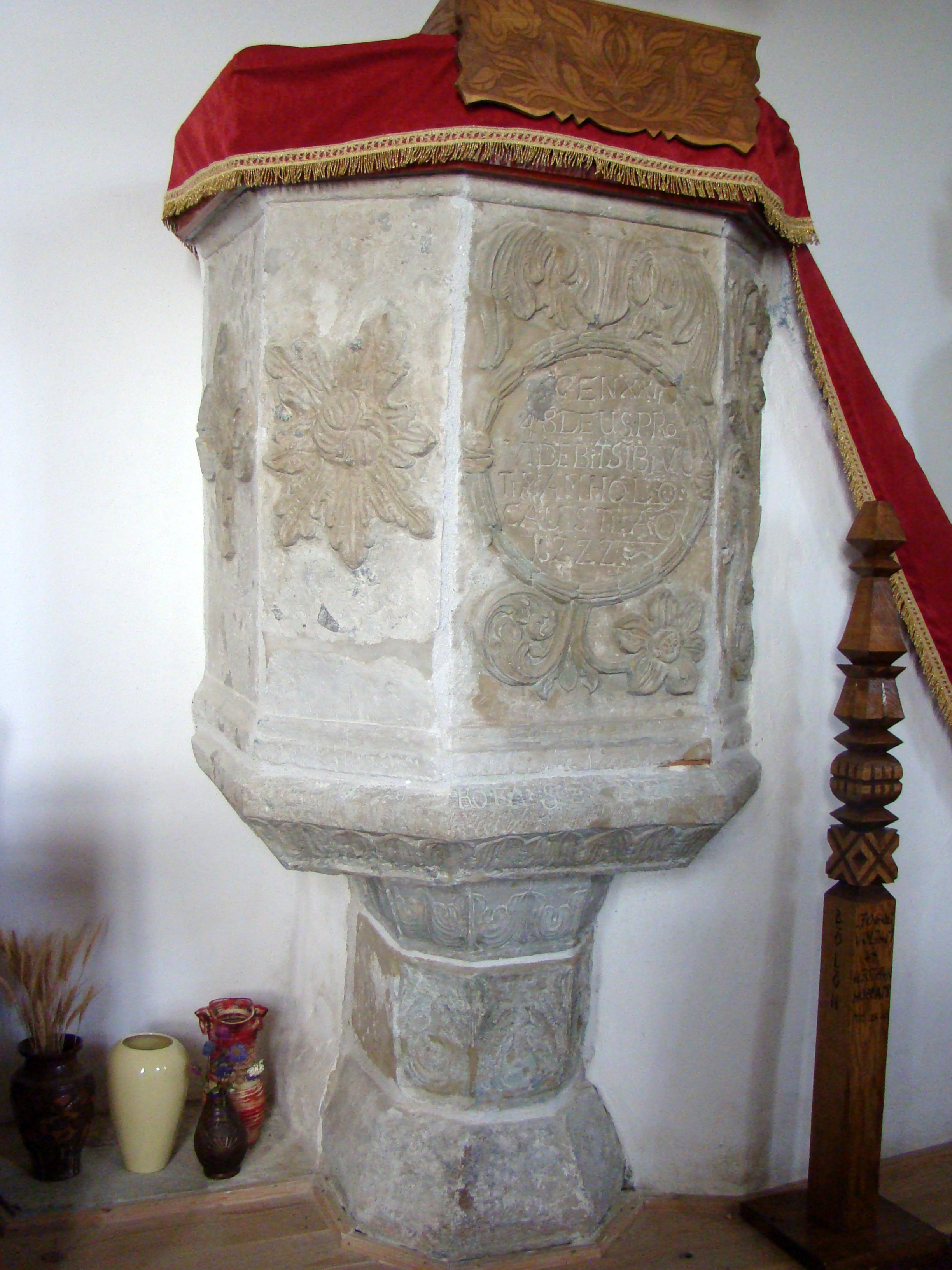
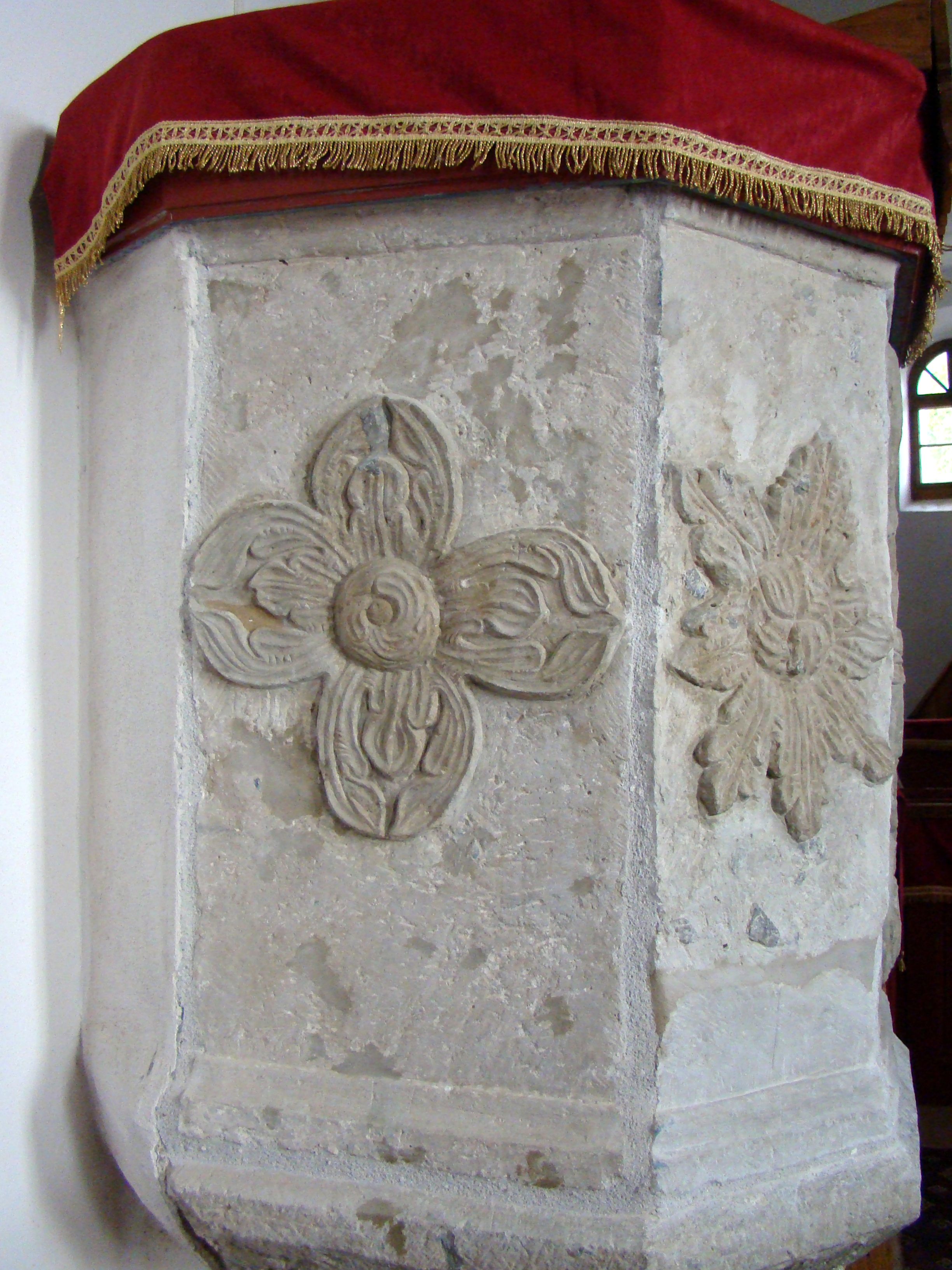
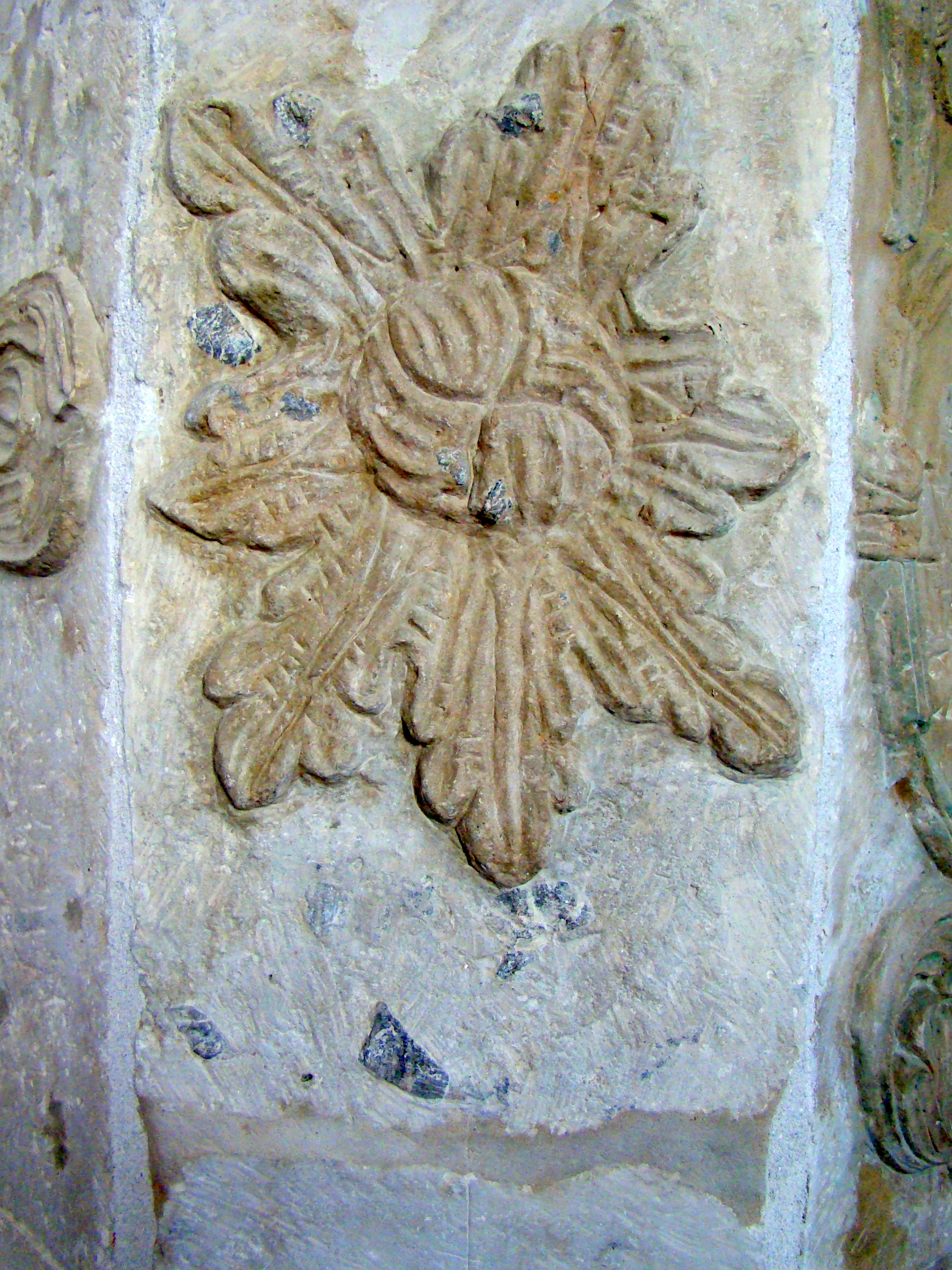
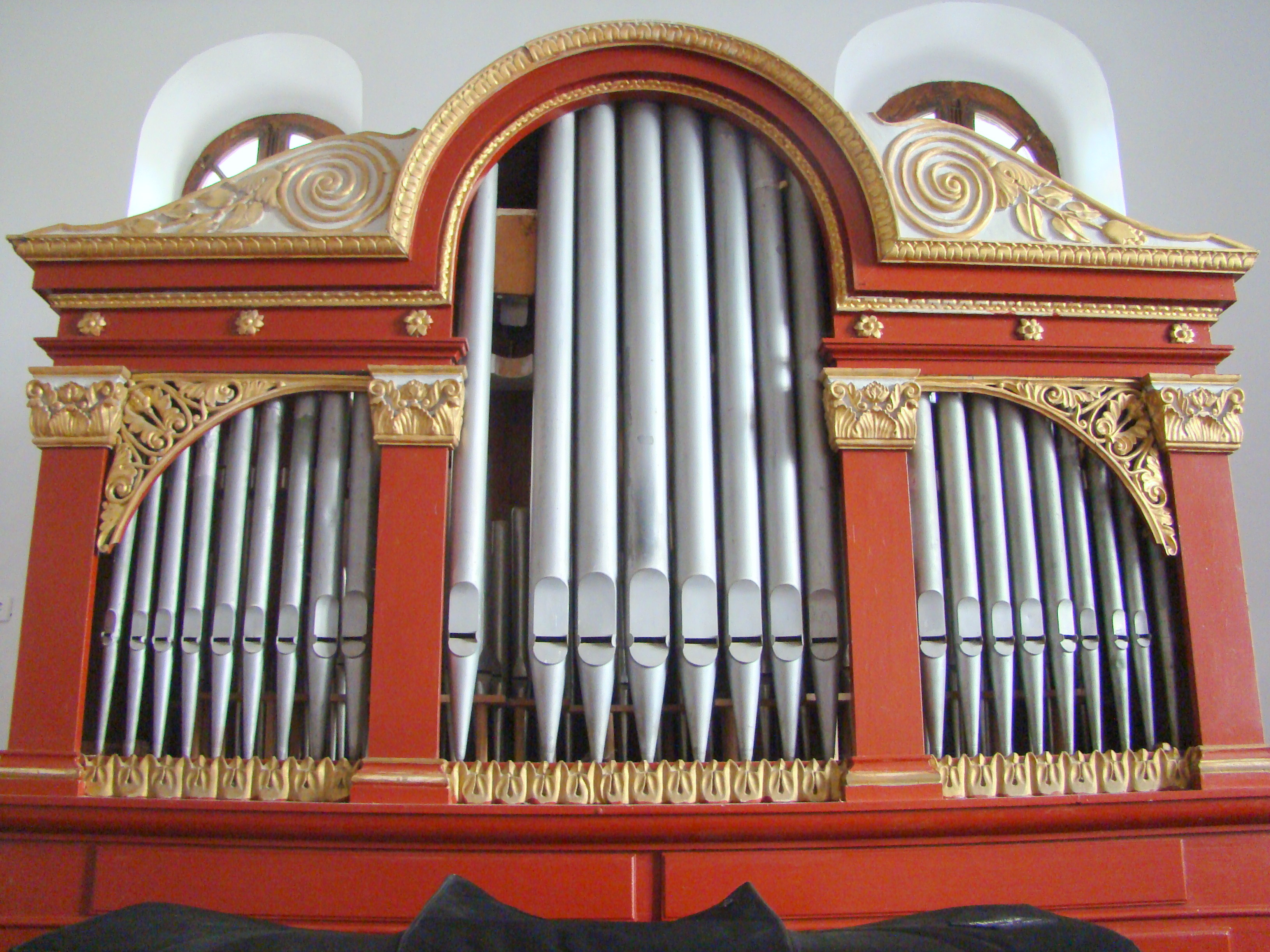